# Lijst van afleveringen van Criminal Minds

Het logo van Criminal Minds

Dit is een lijst van afleveringen van de Amerikaanse televisieserie Criminal Minds. De serie begon in het najaar van 2019 aan haar vijftiende en laatste seizoen. Een overzicht van de afleveringen is hieronder te vinden.

## Overzicht
| Seizoen      | Afleveringen | Uitzenddatum VS                   | Uitzenddatum NL                   | Uitzenddatum BE |
| ------------ | ------------ | --------------------------------- | --------------------------------- | --------------- |
| 1            | 22           | 22 september 2005 - 10 mei 2006   | 2005 - 2006                       |                 |
| 2            | 23           | 20 september 2006 - 16 mei 2007   | 2006 - 2007                       |                 |
| 3            | 20           | 26 september 2007 - 21 mei 2008   | 2007 - 2008                       |                 |
| 4            | 26           | 24 september 2008 - 20 mei 2009   | 2008 - 2009                       |                 |
| 5            | 23           | 23 september 2009 - 26 mei 2010   | 2009 - 2010                       | 2013            |
| 6            | 24           | 22 september 2010 - 18 mei 2011   | 2010 - 2011                       | 2012 - 2013     |
| 7            | 24           | 21 september 2011 - 17 mei 2012   | 2011 - 2012                       | 2013            |
| 8            | 24           | 26 september 2012 - 22 mei 2013   | 2012 - 2013                       | 2013 - 2014     |
| 9            | 24           | 25 september 2013 - 14 mei 2014   | 2013 - 2014                       | 2014 - 2015     |
| 10           | 23           | 1 oktober 2014 - 6 mei 2015       | 2014 - 2015                       | 2015 - 2016     |
| 11           | 22           | 30 september 2015 - 4 mei 2016    | 2015 - 2016                       | 2016            |
| 12           | 22           | 28 september 2016 - 10 mei 2017   | 2016 - 2017                       | 2017            |
| 13           | 22           | 27 september 2017 - 18 april 2018 | 2017 - 12 oktober 2018            | 2018            |
| 14           | 15           | 3 oktober 2018 - 6 februari 2019  | 19 oktober 2018 - 8 februari 2019 | 2019            |
| 15 (laatste) | 10           | najaar 2019                       | 2019 - 2020                       | 2020            |

## Seizoen 1 (2005-2006)
| Nr. | Aflevering | Titel                    | Regisseur            | Schrijver(s)                   | Uitzenddatum      |  |
| --- | ---------- | ------------------------ | -------------------- | ------------------------------ | ----------------- |  |
| 1   | 1          | Extreme Aggressor        | Richard Shepard      | Jeff Davis                     | 22 september 2005 |  |
| 2   | 2          | Compulsion               | Charles Haid         | Jeff Davis                     | 28 september 2005 |  |
| 3   | 3          | Won't Get Fooled Again   | Kevin Bray           | Aaron Zelman                   | 5 oktober 2005    |  |
| 4   | 4          | Plain Sight              | Matt Earl Beesley    | Edward Allen Bernero           | 12 oktober 2005   |  |
| 5   | 5          | Broken Mirror            | Guy Norman Bee       | Judith McCreary                | 19 oktober 2005   |  |
| 6   | 6          | L.D.S.K.                 | Ernest Dickerson     | Andrew Wilder                  | 2 november 2005   |  |
| 7   | 7          | The Fox                  | Guy Norman Bee       | Simon Mirren                   | 9 november 2005   |  |
| 8   | 8          | Natural Born Killer      | Peter Ellis          | Erica Messer & Debra J. Fisher | 16 november 2005  |  |
| 9   | 9          | Derailed                 | Félix Alcalá         | Jeff Davis                     | 23 november 2005  |  |
| 10  | 10         | The Popular Kids         | Andy Wolk            | Edward Allen Bernero           | 30 november 2005  |  |
| 11  | 11         | Blood Hungry             | Charles Haid         | Ed Napier                      | 14 december 2005  |  |
| 12  | 12         | What Fresh Hell?         | Adam Davidson        | Judith McCreary                | 11 januari 2006   |  |
| 13  | 13         | Poison                   | Thomas J. Wright     | Aaron Zelman                   | 18 januari 2006   |  |
| 14  | 14         | Riding The Lightning     | Chris Long           | Simon Mirren                   | 25 januari 2006   |  |
| 15  | 15         | Unfinished Business      | J. Miller Tobin      | Erica Messer & Debra J. Fisher | 1 maart 2006      |  |
| 16  | 16         | The Tribe                | Matt Earl Beesley    | Andrew Wilder                  | 8 maart 2006      |  |
| 17  | 17         | A Real Rain              | Gloria Muzio         | Chris Mundy                    | 22 maart 2006     |  |
| 18  | 18         | Somebody's Watching      | Paul Shapiro         | Ed Napier                      | 29 maart 2006     |  |
| 19  | 19         | Machismo                 | Guy Norman Bee       | Aaron Zelman                   | 12 april 2006     |  |
| 20  | 20         | Charm and Harm           | Félix Alcalá         | Erica Messer & Debra J. Fisher | 19 april 2006     |  |
| 21  | 21         | Secrets and Lies         | Matt Earl Beesley    | Simon Mirren                   | 3 mei 2006        |  |
| 22  | 22         | The Fisher King (Part I) | Edward Allen Bernero | Edward Allen Bernero           | 10 mei 2006       |  |

## Seizoen 2 (2006-2007)
| Nr. | Aflevering | Titel                                 | Regisseur             | Schrijver(s)                   | Uitzenddatum      |  |
| --- | ---------- | ------------------------------------- | --------------------- | ------------------------------ | ----------------- |  |
| 23  | 1          | The Fisher King (Part II)             | Gloria Muzio          | Edward Allen Bernero           | 20 september 2006 |  |
| 24  | 2          | P911                                  | Adam Davidson         | Simon Mirren                   | 27 september 2006 |  |
| 25  | 3          | The Perfect Storm                     | Félix Alcalá          | Erica Messer & Debra J. Fisher | 4 oktober 2006    |  |
| 26  | 4          | Psychodrama                           | Guy Norman Bee        | Aaron Zelman                   | 11 oktober 2006   |  |
| 27  | 5          | The Aftermath                         | Tim Matheson          | Chris Mundy                    | 18 oktober 2006   |  |
| 28  | 6          | The Boogeyman                         | Steve Boyum           | Andi Bushell                   | 25 oktober 2006   |  |
| 29  | 7          | North Mammon                          | Matt Earl Beesley     | Andrew Wilder                  | 1 november 2006   |  |
| 30  | 8          | Empty Planet                          | Elodie Keene          | Ed Napier                      | 8 november 2006   |  |
| 31  | 9          | The Last Word                         | Gloria Muzio          | Erica Messer & Debra J. Fisher | 15 november 2006  |  |
| 32  | 10         | Lessons Learned                       | Guy Norman Bee        | Jim Clemente                   | 22 november 2006  |  |
| 33  | 11         | Sex, Birth, Death                     | Gwyneth Horder-Payton | Chris Mundy                    | 29 november 2006  |  |
| 34  | 12         | Profiler, Profiled                    | Glenn Kershaw         | Edward Allen Bernero           | 13 december 2006  |  |
| 35  | 13         | No Way Out                            | John Gallagher        | Simon Mirren                   | 17 januari 2007   |  |
| 36  | 14         | The Big Game                          | Gloria Muzio          | Edward Allen Bernero           | 4 februari 2007   |  |
| 37  | 15         | Revelations                           | Guy Norman Bee        | Chris Mundy                    | 7 februari 2007   |  |
| 38  | 16         | Fear and Loathing                     | Rob Spera             | Aaron Zelman                   | 14 februari 2007  |  |
| 39  | 17         | Distress                              | John F. Showalter     | Oanh Ly                        | 21 februari 2007  |  |
| 40  | 18         | Jones                                 | Steve Shill           | Andi Bushell                   | 28 februari 2007  |  |
| 41  | 19         | Ashes and Dust                        | John Gallagher        | Andrew Wilder                  | 21 maart 2007     |  |
| 42  | 20         | Honor Among Thieves                   | Jesús S. Treviño      | Aaron Zelman                   | 11 april 2007     |  |
| 43  | 21         | Open Season                           | Félix Alcalá          | Erica Messer & Debra J. Fisher | 2 mei 2007        |  |
| 44  | 22         | Legacy                                | Glenn Kershaw         | Edward Allen Bernero           | 9 mei 2007        |  |
| 45  | 23         | No Way Out II: The Evilution of Frank | Edward Allen Bernero  | Simon Mirren                   | 16 mei 2007       |  |

## Seizoen 3 (2007-2008)
| Nr. | Aflevering | Titel                | Regisseur             | Schrijver(s)                   | Uitzenddatum      |  |
| --- | ---------- | -------------------- | --------------------- | ------------------------------ | ----------------- |  |
| 46  | 1          | Doubt                | Gloria Muzio          | Chris Mundy                    | 26 september 2007 |  |
| 47  | 2          | In Name and Blood    | Edward Allen Bernero  | Chris Mundy                    | 3 oktober 2007    |  |
| 48  | 3          | Scared to Death      | Félix Alcalá          | Erica Messer & Debra J. Fisher | 10 oktober 2007   |  |
| 49  | 4          | Children of the Dark | Guy Norman Bee        | Jay Beattie & Dan Dworkin      | 17 oktober 2007   |  |
| 50  | 5          | Seven Seconds        | John Gallagher        | Andi Bushell                   | 24 oktober 2007   |  |
| 51  | 6          | About Face           | Skipp Sudduth         | Charles Murray                 | 31 oktober 2007   |  |
| 52  | 7          | Identity             | Gwyneth Horder-Payton | Oanh Ly                        | 7 november 2007   |  |
| 53  | 8          | Lucky                | Steve Boyum           | Andrew Wilder                  | 14 november 2007  |  |
| 54  | 9          | Penelope             | Félix Alcalá          | Chris Mundy                    | 21 november 2007  |  |
| 55  | 10         | True Night           | Edward Allen Bernero  | Edward Allen Bernero           | 28 november 2007  |  |
| 56  | 11         | Birthright           | John Gallagher        | Erica Messer & Debra J. Fisher | 12 december 2007  |  |
| 57  | 12         | 3rd Life             | Anthony Hemingway     | Simon Mirren                   | 9 januari 2008    |  |
| 58  | 13         | Limelight            | Glenn Kershaw         | Jay Beattie & Dan Dworkin      | 23 januari 2008   |  |
| 59  | 14         | Damaged              | Edward Allen Bernero  | Edward Allen Bernero           | 2 april 2008      |  |
| 60  | 15         | A Higher Power       | Félix Alcalá          | Michael Udesky                 | 9 april 2008      |  |
| 61  | 16         | Elephant's Memory    | Bobby Roth            | Andrew Wilder                  | 16 april 2008     |  |
| 62  | 17         | In Heat              | John Gallagher        | Andi Bushell                   | 30 april 2008     |  |
| 63  | 18         | The Crossing         | Guy Norman Bee        | Erica Messer & Debra J. Fisher | 7 mei 2008        |  |
| 64  | 19         | Tabula Rasa          | Steve Boyum           | Jay Beattie & Don Dworkin      | 14 mei 2008       |  |
| 65  | 20         | Lo-Fi                | Glenn Kershaw         | Chris Mundy                    | 21 mei 2008       |  |

## Seizoen 4 (2008-2009)
| Nr. | Aflevering | Titel                   | Regisseur             | Schrijver(s)                   | Uitzenddatum      |  |
| --- | ---------- | ----------------------- | --------------------- | ------------------------------ | ----------------- |  |
| 66  | 1          | Mayhem                  | Edward Allen Bernero  | Simon Mirren                   | 24 september 2008 |  |
| 67  | 2          | The Angel Maker         | Glenn Kershaw         | Jay Beattie & Dan Dworkin      | 1 oktober 2008    |  |
| 68  | 3          | Minimal Loss            | Félix Alcalá          | Andrew Wilder                  | 8 oktober 2008    |  |
| 69  | 4          | Paradise                | John Gallagher        | Erica Messer & Debra J. Fisher | 22 oktober 2008   |  |
| 70  | 5          | Catching Out            | Charles Haid          | Oanh Ly                        | 29 oktober 2008   |  |
| 71  | 6          | The Instincts           | Rob Spera             | Chris Mundy                    | 5 november 2008   |  |
| 72  | 7          | Memoriam                | Guy Norman Bee        | Jay Beattie & Dan Dworkin      | 12 november 2008  |  |
| 73  | 8          | Masterpiece             | Paul Michael Glaser   | Edward Allen Bernero           | 19 november 2008  |  |
| 74  | 9          | 52 Pickup               | Bobby Roth            | Breen Frazier                  | 26 november 2008  |  |
| 75  | 10         | Brothers in Arms        | Glenn Kershaw         | Holly Harold                   | 10 december 2008  |  |
| 76  | 11         | Normal                  | Steve Boyum           | Andrew Wilder                  | 17 december 2008  |  |
| 77  | 12         | Soul Mates              | John Gallagher        | Erica Messer & Debra J. Fisher | 14 januari 2009   |  |
| 78  | 13         | Bloodline               | Tim Matheson          | Mark Linehan Bruner            | 21 januari 2009   |  |
| 79  | 14         | Cold Comfort            | Anna J. Foerster      | Jay Beattie & Dan Dworkin      | 11 februari 2009  |  |
| 80  | 15         | Zoe's Reprise           | Charles S. Carroll    | Oanh Ly                        | 18 februari 2009  |  |
| 81  | 16         | Pleasure is My Business | Gwyneth Horder-Payton | Breen Frazier                  | 25 februari 2009  |  |
| 82  | 17         | Demonology              | Edward Allen Bernero  | Chris Mundy                    | 11 maart 2009     |  |
| 83  | 18         | Omnivore                | Nelson McCormick      | Andrew Wilder                  | 18 maart 2009     |  |
| 84  | 19         | House on Fire           | Félix Alcalá          | Holly Harold                   | 25 maart 2009     |  |
| 85  | 20         | Conflicted              | Jason Alexander       | Rick Dunkle                    | 8 april 2009      |  |
| 86  | 21         | A Shade of Gray         | Karen Gaviola         | Erica Messer & Debra J. Fisher | 22 april 2009     |  |
| 87  | 22         | The Big Wheel           | Rob Hardy             | Simon Mirren                   | 29 april 2009     |  |
| 88  | 23         | Roadkill                | Steve Boyum           | Jay Beattie & Dan Dworkin      | 6 mei 2009        |  |
| 89  | 24         | Amplification           | John Gallagher        | Oanh Ly                        | 13 mei 2009       |  |
| 90  | 25         | To Hell... (Part 1)     | Charles Haid          | Chris Mundy                    | 20 mei 2009       |  |
| 91  | 26         | ...And Back (Part 2)    | Edward Allen Bernero  | Edward Allen Bernero           | 20 mei 2009       |  |

## Seizoen 5 (2009-2010)
| Nr. | Aflevering | Titel                   | Regisseur            | Schrijver(s)                         | Uitzenddatum      | Uitzenddatum      |  |
| --- | ---------- | ----------------------- | -------------------- | ------------------------------------ | ----------------- | ----------------- |  |
| 92  | 1          | Nameless, Faceless      | Charles S. Carroll   | Chris Mundy                          | 23 september 2009 | 7 september 2013  |  |
| 93  | 2          | Haunted                 | Jon Cassar           | Erica Messer                         | 30 september 2009 | 14 september 2013 |  |
| 94  | 3          | Reckoner                | Karen Gaviola        | Jay Beattie & Dan Dworkin            | 7 oktober 2009    |                   |  |
| 95  | 4          | Hopeless                | Félix Alcalá         | Chris Mundy                          | 14 oktober 2009   |                   |  |
| 96  | 5          | Cradle to Grave         | Rob Spera            | Breen Frazier                        | 21 oktober 2009   | 3 juli 2013       |  |
| 97  | 6          | The Eyes Have It        | Glenn Kershaw        | Oanh Ly                              | 4 november 2009   | 10 juli 2013      |  |
| 98  | 7          | The Performer           | John Badham          | Holly Harold                         | 11 november 2009  |                   |  |
| 99  | 8          | Outfoxed                | John Gallagher       | Simon Mirren                         | 18 november 2009  |                   |  |
| 100 | 9          | 100                     | Edward Allen Bernero | Bo Crese                             | 25 november 2009  | 21 september 2013 |  |
| 101 | 10         | The Slave of Duty       | Charles Haid         | Rick Dunkle                          | 9 december 2009   | 28 september 2013 |  |
| 102 | 11         | Retaliation             | Félix Alcalá         | Erica Messer                         | 16 december 2009  | 5 oktober 2013    |  |
| 103 | 12         | The Uncanny Valley      | Anna J. Foerster     | Breen Frazier                        | 13 januari 2010   | 12 oktober 2013   |  |
| 104 | 13         | Risky Business          | Rob Spera            | Jim Clemente                         | 20 januari 2010   | 19 oktober 2013   |  |
| 105 | 14         | Parasite                | Charles S. Carroll   | Oanh Ly                              | 3 februari 2010   | 26 oktober 2013   |  |
| 106 | 15         | Public Enemy            | Nelson McCormick     | Jess Prenter Prosser                 | 10 februari 2010  | 28 augustus 2013  |  |
| 107 | 16         | Mosley Lane             | Matthew Gray Gubler  | Erica Messer & Simon Mirren          | 3 maart 2010      | 9 november 2013   |  |
| 108 | 17         | Solitary Man            | Rob Hardy            | Kimberley Ann Harrison & Ryan Gibson | 10 maart 2010     | 16 november 2013  |  |
| 109 | 18         | The Fight               | Richard Shepard      | Edward Allen Bernero & Chris Mundy   | 7 april 2010      | 23 november 2013  |  |
| 110 | 19         | A Rite of Passage       | John Gallagher       | Victor De Jesus                      | 14 april 2010     | 30 november 2013  |  |
| 111 | 20         | ...A Thousand Words     | Rosemary Rodriguez   | Edward Allen Bernero                 | 5 mei 2010        | 7 december 2013   |  |
| 112 | 21         | Exit Wounds             | Charles S. Carroll   | Rick Dunkle                          | 12 mei 2010       | 14 december 2013  |  |
| 113 | 22         | The Internet Is Forever | Glenn Kershaw        | Breen Frazier                        | 19 mei 2010       | 19 september 2012 |  |
| 114 | 23         | Our Darkest Hour        | Edward Allen Bernero | Erica Messer                         | 26 mei 2010       | 26 september 2012 |  |

## Seizoen 6 (2010-2011)
| Nr. | Aflevering | Titel                      | Regisseur            | Schrijver(s)                        | Uitzenddatum      | Uitzenddatum     |  |
| --- | ---------- | -------------------------- | -------------------- | ----------------------------------- | ----------------- | ---------------- |  |
| 115 | 1          | The Longest Night          | Edward Allen Bernero | Edward Allen Bernero                | 22 september 2010 | 3 oktober 2012   |  |
| Het team jaagt nog steeds op "De Prince of Darkness". Flynn heeft Spicer doodgeschoten en Morgan voor dood achter gelaten. De voortdurende black-outs en LA maakt de taak van de BAU niet makkelijker. |            |                            |                      |                                     |                   |                  |  |
| 116 | 2          | JJ                         | Charles S. Carroll   | Erica Messer                        | 29 september 2010 | 10 oktober 2012  |  |
| JJ wordt gedwongen haar promotie aan te nemen bij het Pentagon, wat ze later zelf ook doet. |            |                            |                      |                                     |                   |                  |  |
| 117 | 3          | Remembrance of Things Past | Glenn Kershaw        | Janine Sherman Barrois              | 6 oktober 2010    | 17 oktober 2012  |  |
| Een cold-case die Rossi al twintig jaar achtervolgt, wordt heropend. |            |                            |                      |                                     |                   |                  |  |
| 118 | 4          | Compromising Positions     | Guy Norman Bee       | Breen Frazier                       | 13 oktober 2010   | 24 oktober 2012  |  |
| Het team reist af naar Ohio om de moord op vrouwen te onderzoeken. JJ is gepromoveerd en Hotchner zoekt een vervang(st)er voor haar.                                                                   |            |                            |                      |                                     |                   |                  |  |
| 119 | 5          | Safe Haven                 | Andy Wolk            | Alicia Kirk                         | 20 oktober 2010   | 31 oktober 2012  |  |
| Een familie wordt uitgemoord en het team onderzoekt de gruwelijke zaak. Ellie Spicer bezoekt Morgan, nadat ze het bij haar pleeggezin niet goed heeft.                                                 |            |                            |                      |                                     |                   |                  |  |
| 120 | 6          | Devil's Night              | Charles Haid         | Randy Huggins                       | 27 oktober 2010   | 7 november 2012  |  |
| Tijdens Halloween worden verschillende mensen vermoord. |            |                            |                      |                                     |                   |                  |  |
| 121 | 7          | Middle Man                 | Rob Spera            | Rick Dunkle                         | 3 november 2010   | 14 november 2012 |  |
| Exotische danseressen worden dood aangetroffen. De politie schakelt de BAU in. |            |                            |                      |                                     |                   |                  |  |
| 122 | 8          | Reflection of Desire       | Anna J. Foerster     | Simon Mirren                        | 10 november 2010  | 21 november 2012 |  |
| Kelly Danis, een vrouw die sinds drie dagen vermist werd, wordt dood aangetroffen. Lokale autoriteiten roepen de hulp van de BAU in.                                                                   |            |                            |                      |                                     |                   |                  |  |
| 123 | 9          | Into the Woods             | Glenn Kershaw        | Kimberly Ann Harrison               | 17 november 2010  | 29 november 2012 |  |
| Wanneer er een klein kind vermoord wordt, zoekt het team in de bosrijke omgeving naar de dader. |            |                            |                      |                                     |                   |                  |  |
| 124 | 10         | What Happens at Home       | Jan Eliasberg        | Edward Allen Bernero                | 8 december 2010   | 5 december 2012  |  |
| FBI-kadet Ashley Seaver komt het team versterken na JJ's vertrek. Dat komt goed uit voor het team, als ze een seriemoordenaar moeten profileren.                                                       |            |                            |                      |                                     |                   |                  |  |
| 125 | 11         | 25 to Life                 | Charles S. Carroll   | Erica Messer                        | 15 december 2010  | 12 december 2012 |  |
| Morgan denkt dat een arrestant onschuldig is en helpt hem vrij te komen. Hij krijgt spijt van zijn beslissing nadat er iemand is vermoord.                                                             |            |                            |                      |                                     |                   |                  |  |
| 126 | 12         | Corazon                    | John Gallagher       | Katarina Wittich                    | 19 januari 2011   | 19 december 2012 |  |
| Het team reist af naar Miami, na verschillende rituele moorden. |            |                            |                      |                                     |                   |                  |  |
| 127 | 13         | The Thirteenth Step        | Doug Aarniokoski     | Janine Sherman Barrois              | 26 januari 2011   | 26 december 2012 |  |
| Prentiss krijgt schokkend nieuws van Interpol. Ian Doyle, haar aartsvijand, is ontsnapt. Het team zoekt een stel dat moorden pleegt.                                                                   |            |                            |                      |                                     |                   |                  |  |
| 128 | 14         | Sense Memory               | Rob Spera            | Randy Huggins                       | 9 februari 2011   | 2 januari 2013   |  |
| Het team vertrekt naar Los Angeles vanwege verscheidene vreemde moorden. Prentiss denkt dat Ian Doyle haar in gevaar wil brengen.                                                                      |            |                            |                      |                                     |                   |                  |  |
| 129 | 15         | Today I Do                 | Ali Selim            | Alicia Kirk                         | 16 februari 2011  | 9 januari 2013   |  |
| Een vrouw wordt ontvoerd en mishandeld, hetgeen betekent dat het team de zaak moet oplossen. |            |                            |                      |                                     |                   |                  |  |
| 130 | 16         | Coda                       | Rob Hardy            | Rick Dunkle                         | 23 februari 2011  | 16 januari 2013  |  |
| Reid probeert contact te maken met een autistisch kind dat getuige is van een moord. |            |                            |                      |                                     |                   |                  |  |
| 131 | 17         | Valhalla                   | Charles S. Carroll   | Simon Mirren & Erica Messer         | 2 maart 2011      | 30 januari 2013  |  |
| De IRA-terrorist Ian Doyle wil Prentiss om het leven brengen. |            |                            |                      |                                     |                   |                  |  |
| 132 | 18         | Lauren                     | Matthew Gray Gubler  | Breen Frazier                       | 16 maart 2011     | 6 februari 2013  |  |
| Eindelijk is Prentiss klaar voor een confrontatie met haar aartsvijand Doyle. Het team is naarstig op zoek naar haar, als ze in de val loopt.                                                          |            |                            |                      |                                     |                   |                  |  |
| 133 | 19         | With Friends Like These    | Anna J. Foerster     | Janine Sherman Barrois              | 30 maart 2011     | 13 februari 2013 |  |
| De BAU vertrekt naar Portland voor aan aantal mysterieuze moorden. |            |                            |                      |                                     |                   |                  |  |
| 134 | 20         | Hanley Waters              | Jesse Warn           | Alicia Kirk & Randy Huggins         | 6 april 2011      | 20 februari 2013 |  |
| Het team - en vooral Reid - probeert om te gaan met het verlies van hun vriendin Prentiss. |            |                            |                      |                                     |                   |                  |  |
| 135 | 21         | The Stranger               | Nelson McCormick     | Kimberly Ann Harrison & Rick Dunkle | 13 april 2011     | 27 augustus 2014 |  |
| De BAU volgt een seriemoordenaar wiens doelwit vrouwen met bruin haar is. |            |                            |                      |                                     |                   |                  |  |
| 136 | 22         | Out of the Light           | Doug Aarniokoski     | Roger Hedden                        | 4 mei 2011        | 6 maart 2013     |  |
| Twee vrouwen zijn dood aangetroffen en Agent Rossi denkt dat hij een patroon ziet. |            |                            |                      |                                     |                   |                  |  |
| 137 | 23         | Big Sea                    | Glenn Kershaw        | Jim Clemente & Breen Frazier        | 11 mei 2011       | 13 maart 2013    |  |
| Nadat verschillende lijken en de zee worden aangetroffen, vermoedt de BAU dat een schipper zijn slachtoffers een zeemansgraf geeft.                                                                    |            |                            |                      |                                     |                   |                  |  |
| 138 | 24         | Supply & Demand            | Charles S. Carroll   | Erica Messer                        | 18 mei 2011       | 20 maart 2013    |  |
| Het lijk van twee mensen worden aangetroffen in de kofferbak van een auto. Er is één probleem: de dader is verongelukt.                                                                                |            |                            |                      |                                     |                   |                  |  |

## Seizoen 7 (2011-2012)
| Nr. | Aflevering | Titel                      | Regisseur           | Schrijver(s)           | Uitzenddatum      | Uitzenddatum      |  |
| --- | ---------- | -------------------------- | ------------------- | ---------------------- | ----------------- | ----------------- |  |
| 139 | 1          | It Takes a Village         | Glenn Kershaw       | Erica Messer           | 21 september 2011 | 27 maart 2013     |  |
| De profilers worden ondervraagd door het senaat over Prentiss' dood en de daaropvolgende gebeurtenissen. Terugkerende verschijning van Emily Prentiss (Paget Brewster). Terugkerende verschijning van Jennifer Jareau (A.J.Cook).                                                                         |            |                            |                     |                        |                   |                   |  |
| 140 | 2          | Proof                      | Karen Gaviola       | Janine Sherman Barrois | 28 september 2011 | 3 april 2013      |  |
| Het team maakt jacht op een seriemoordenaar die vrouwen van ten minste een van hun zintuigen ontdoet voor hun dood. |            |                            |                     |                        |                   |                   |  |
| 141 | 3          | Dorado Falls               | Félix Alcalá        | Sharon Lee Watson      | 5 oktober 2011    | 10 april 2013     |  |
| Na een massamoord op een internetbeveiligingsbedrijf vermoedt de BAU dat ze niet te maken hebben met een typische seriemoordenaar. Prentiss moet onder Morgans ogen een training ondergaan. |            |                            |                     |                        |                   |                   |  |
| 142 | 4          | Painless                   | Larry Teng          | Breen Frazier          | 12 oktober 2011   | 17 april 2013     |  |
| Overlevenden van een bloedbad op een middelbare school in Boise worden slachtoffer van een seriemoordenaar. Hotch is bang dat zijn zoontje het slachtoffer van pesten is op school. |            |                            |                     |                        |                   |                   |  |
| 143 | 5          | From Childhood's Hour      | Anna J. Foerster    | Bruce Zimmerman        | 19 oktober 2011   | 24 april 2013     |  |
| De BAU onderzoekt verontrustende verdwijningen van drie jonge kinderen. Rossi krijgt contact met zijn ex-vrouw die allesbehalve goed nieuws voor hem heeft. |            |                            |                     |                        |                   |                   |  |
| 144 | 6          | Epilogue                   | Guy Ferland         | Rick Dunkle            | 2 november 2011   | 1 mei 2013        |  |
| Na een aantal mysterieuze vondsten in een natuurgebied wordt de BAU te hulp geroepen. Rossi kampt met een zeer schokkende beslissing over zijn ex-vrouw. |            |                            |                     |                        |                   |                   |  |
| 145 | 7          | There's No Place Like Home | Rob Spera           | Virgil Williams        | 9 november 2011   | 8 mei 2013        |  |
| Wanneer het noodweer in Kansas losbarst, wordt de BAU te hulp geroepen als er een aantal lijken worden gevonden in de nasleep ervan. Vanwege de werkdruk heeft JJ spanningen thuis. |            |                            |                     |                        |                   |                   |  |
| 146 | 8          | Hope                       | Michael Watkins     | Kimberly Ann Harrison  | 16 november 2011  | 15 mei 2013       |  |
| De BAU onderzoekt de verdwijning van een vrouw in Garcia's praatgroep. |            |                            |                     |                        |                   |                   |  |
| 147 | 9          | Self-Fulfilling Prophecy   | Charlie Haid        | Erica Messer           | 7 december 2011   | 22 mei 2013       |  |
| Wanneer een kleine groep rekruten op hun academie zelfmoord plegen, wordt de BAU gevraagd te kijken naar het motief ervan. Morgan is bang dat director Erin Strauss te veel drinkt. |            |                            |                     |                        |                   |                   |  |
| 148 | 10         | The Bittersweet Science    | Rob Hardy           | Janine Sherman Barrois | 14 december 2011  | 29 mei 2013       |  |
| Het BAU-team onderzoekt een reeks dodelijke mishandelingen. Hotchner heeft een date met Beth Clemmons die hij in het park ontmoet. |            |                            |                     |                        |                   |                   |  |
| 149 | 11         | True Genius                | Glenn Kershaw       | Sharon Lee Watson      | 18 januari 2012   | 4 september 2013  |  |
| Een reeks moorden in San Francisco hebben het oogmerk van de voormalige Zodiac killer. |            |                            |                     |                        |                   |                   |  |
| 150 | 12         | Unknown Subject            | Michael Lange       | Breen Frazier          | 25 januari 2012   | 11 september 2013 |  |
| Het team is naar Texas geroepen om te zoeken naar een serieverkrachter in Houston bekend als "The Piano Man", die is teruggekeerd en slachtoffers uit zijn verleden aanvalt. Ondertussen moet Prentiss zien om te gaan met de traumatische ervaring veroorzaakt door Ian Doyle, na terugkeer naar de BAU. |            |                            |                     |                        |                   |                   |  |
| 151 | 13         | Snake Eyes                 | Doug Aarniokoski    | Bruce Zimmerman        | 8 februari 2012   | 18 september 2013 |  |
| Het team vertrekt naar Atlantic City als daar een reeks casino-gerelateerde moorden plaatsvinden. |            |                            |                     |                        |                   |                   |  |
| 152 | 14         | Closing Time               | Jesse Warn          | Rick Dunkle            | 15 februari 2012  | 25 september 2013 |  |
| De BAU wordt te hulp geroepen als meerdere lijken opduiken in Zuid-Calafornië. |            |                            |                     |                        |                   |                   |  |
| 153 | 15         | A Thin Line                | Michael Watkins     | Virgil Williams        | 22 februari 2012  | 2 oktober 2013    |  |
| Een reeks gruwelijke moorden in eigen woning lijkt in eerste instantie een daad van een bende. Maar als het BAU-team de zaak onderzoekt, krijgt deze een heel ander beeld van de dader. |            |                            |                     |                        |                   |                   |  |
| 154 | 16         | A Family Affair            | Rob Spera           | Kimberly Ann Harrison  | 29 februari 2012  | 9 oktober 2013    |  |
| De BAU moet een moordenaarsduo profilen om ze zo een halt toe te roepen. |            |                            |                     |                        |                   |                   |  |
| 155 | 17         | I Love You, Tommy Brown    | John Terlesky       | Janine Sherman Barrois | 14 maart 2012     | 16 oktober 2013   |  |
| Als getrouwde stelletjes vermoord opduiken in Atlanta, vragen de lokale autoriteiten de BAU om hulp een profiel te maken van deze mededogenloze moordenaar. |            |                            |                     |                        |                   |                   |  |
| 156 | 18         | Foundation                 | Dermott Downs       | Jim Clemente           | 21 maart 2012     | 23 oktober 2013   |  |
| De BAU wordt naar Arizona gestuurd vanwege de verdwijning van twee kinderen. |            |                            |                     |                        |                   |                   |  |
| 157 | 19         | Heathridge Manor           | Matthew Gray Gubler | Sharon Lee Watson      | 4 april 2012      | 30 oktober 2013   |  |
| De BAU krijgt te maken met verschillende rituele moorden. De daderes denkt dat zijn tegen de duivel vecht. |            |                            |                     |                        |                   |                   |  |
| 158 | 20         | The Company                | Nelson McCormick    | Breen Frazier          | 11 april 2012     | 6 november 2013   |  |
| Morgans zus ziet een vrouw die lijkt op een dode nicht. Vanwege deze mysterieuze ontmoeting besluit de BAU het onderzoek te heropenen. |            |                            |                     |                        |                   |                   |  |
| 159 | 21         | Divining Rod               | Doug Aarniokoski    | Bruce Zimmerman        | 2 mei 2012        | 13 november 2013  |  |
| Nadat een copy-cat Oklahoma onveilig maakt, moet de BAU deze copy-cat profilen. Prentiss is bezorgd vanwege scheuren in de fundering van een huis dat ze wil kopen. |            |                            |                     |                        |                   |                   |  |
| 160 | 22         | Profiling 101              | Félix Alcalá        | Virgil Williams        | 9 mei 2012        | 20 november 2013  |  |
| FBI-rekruten krijgen door middel van een zaak les van de BAU. Gideon wordt één keer genoemd in deze zaak. |            |                            |                     |                        |                   |                   |  |
| 161 | 23         | Hit                        | Michael Lange       | Rick Dunkle            | 16 mei 2012       | 27 november 2013  |  |
| Het BAU-team wordt door Metro PD te hulp geroepen als bankrovers, toevallig ook seriemoordenaars, de banken in d.c. onveilig maken. Tijdens een zenuwslopende gijzeling gaat Willem LaMontagne jr., de man van JJ, de bank binnen. Dan wordt hij neergeschoten.                                           |            |                            |                     |                        |                   |                   |  |
| 162 | 24         | Run                        | Glenn Kershaw       | Erica Messer           | 16 mei 2012       | 4 december 2013   |  |
| In de nasleep van de gebeurtenissen neemt het team afscheid van Emily Prentiss (Paget Brewster) Voorlopig de laatste verschijning van Paget Brewster als Emily Prentiss. |            |                            |                     |                        |                   |                   |  |

## Seizoen 8 (2012-2013)
| Nr. | Aflevering | Titel                     | Regisseur           | Schrijver(s)                          | Uitzenddatum      | Uitzenddatum      | Uitzenddatum     |  |
| --- | ---------- | ------------------------- | ------------------- | ------------------------------------- | ----------------- | ----------------- | ---------------- |  |
| 163 | 1          | The Silencer              | Glenn Kershaw       | Erica Messer                          | 26 september 2012 |                   | 11 december 2013 |  |
| Terwijl Alex Blake het team komt versterken, moeten ze een seriemoordenaar achterna jagen die zijn slachtoffers' monden dicht naait. Reid komt in contact met een therapeute. Intussen maakt een onbekende man foto's van de teamleden.                                     |            |                           |                     |                                       |                   |                   |                  |  |
| 164 | 2          | The Pact                  | Karen Gaviola       | Janine Sherman Barrois                | 10 oktober 2012   |                   | 18 december 2013 |  |
| Nadat twee ogenschijnlijk ongerelateerde slachtoffers worden gevonden, vermoedt Hotchners team dat er twee moordenaars vrij rondlopen. |            |                           |                     |                                       |                   |                   |                  |  |
| 165 | 3          | Through the Looking Glass | Dermott Downs       | Sharon Lee Watson                     | 17 oktober 2012   |                   | 8 januari 2014   |  |
| De dood en verdwijning van een familie doet de KPD de BAU inschakelen. |            |                           |                     |                                       |                   |                   |                  |  |
| 166 | 4          | God Complex               | Larry Teng          | Breen Frazier                         | 24 oktober 2012   |                   | 8 januari 2014   |  |
| Het team is op zoek naar een moordenaar wiens handelsmerk het amputeren van benen is. |            |                           |                     |                                       |                   |                   |                  |  |
| 167 | 5          | The Good Earth            | John Terlesky       | Bruce Zimmerman                       | 31 oktober 2012   |                   | 15 januari 2014  |  |
| Vier mannen die vermist worden vraagt het team zijn aandacht. |            |                           |                     |                                       |                   |                   |                  |  |
| 168 | 6          | The Apprenticeship        | Rob Bailey          | Virgil Williams                       | 7 november 2012   |                   | 15 januari 2014  |  |
| Verscheidene prostituees worden in Miami dood aangetroffen. Ze zijn op dezelfde manier gevonden als hoe lokale dieren vermoord worden. |            |                           |                     |                                       |                   |                   |                  |  |
| 169 | 7          | The Fallen                | Doug Aarniokoski    | Rick Dunkle & Danny Ramm              | 14 november 2012  |                   | 22 januari 2014  |  |
| In Santa Monica zijn dakloze mannen vermoord en verbrand. Rossi komt in contact met zijn voormalig leidinggevende sergeant. |            |                           |                     |                                       |                   |                   |                  |  |
| 170 | 8          | The Wheels on the Bus...  | Rob Hardy           | Kimberly Ann Harrison                 | 21 november 2012  |                   | 22 januari 2014  |  |
| Een schoolbus vol kinderen verdwijnt op miraculeuze wijze. Het team van Rossi het zodoende de taak de kinderen terug te vinden. |            |                           |                     |                                       |                   |                   |                  |  |
| 171 | 9          | Magnificent Light         | John Kretchmer      | Sharon Lee Watson                     | 28 november 2012  |                   | 29 januari 2014  |  |
| Het team onderzoekt een reeks moorden van een dader die een bijna-dood-ervaring wil herleven. |            |                           |                     |                                       |                   |                   |                  |  |
| 172 | 10         | The Lesson                | Matthew Gray Gubler | Janine Sherman Barrois                | 5 december 2012   |                   | 29 januari 2014  |  |
| Rituele moorden in Arizona wordt door de lokale autoriteiten gekwalificeerd als ernstig, dus roepen ze de hulp van Hotchners team in. |            |                           |                     |                                       |                   |                   |                  |  |
| 173 | 11         | Perennials                | Michael Lange       | Bruce Zimmerman                       | 12 december 2012  | 20 maart 2013     | 5 februari 2014  |  |
| Een snelle moordenaar moet onderzocht worden door de BAU. |            |                           |                     |                                       |                   |                   |                  |  |
| 174 | 12         | Zugzwang                  | Jesse Warn          | Breen Frazier                         | 16 januari 2013   | 27 maart 2013     | 12 februari 2014 |  |
| De Stalker ontvoerd de vriendin van Reid en het team moet haar vinden voor het te laat is. |            |                           |                     |                                       |                   |                   |                  |  |
| 175 | 13         | Magnum Opus               | Glenn Kershaw       | Jason Bernero                         | 23 januari 2013   | 3 april 2013      | 19 februari 2014 |  |
| Terwijl Reid herstelt van de dood van Maeve, vertrekt het team naar een andere staat om een seriemoordenaar te profilen. |            |                           |                     |                                       |                   |                   |                  |  |
| 176 | 14         | All That Remains          | Thomas Gibson       | Erica Messer                          | 6 februari 2013   | 10 april 2013     | 26 februari 2014 |  |
| Het team onderzoekt een zaak waar een man het noodnummer 911 belt in verband met de verdwijning van zijn dochters. Een jaar eerder pleegde de man een gelijkaardig telefoontje over de vermissing van zijn vrouw. Aan het BAU-team om deze zaak tot het bot te onderzoeken. |            |                           |                     |                                       |                   |                   |                  |  |
| 177 | 15         | Broken                    | Larry Teng          | Rick Dunkle                           | 20 februari 2013  | 17 april 2013     | 5 maart 2014     |  |
| Het team probeert uit te vinden waarom de seriemoordenaar het horloge van het slachtoffer opzettelijk vooruit zet. |            |                           |                     |                                       |                   |                   |                  |  |
| 178 | 16         | Carbon Copy               | Rob Hardy           | Virgil Williams                       | 27 februari 2013  | 24 april 2013     | 12 maart 2014    |  |
| De Replicator maakt zijn eerste fout, hetgeen betekent dat het team afreist naar Philiadephia. |            |                           |                     |                                       |                   |                   |                  |  |
| 179 | 17         | The Gathering             | Michael Lange       | Kimberly Ann Harrison                 | 20 maart 2013     | 1 mei 2013        | 19 maart 2014    |  |
| Mensen op sociale netwerken worden dood aangetroffen. Het hoofd van de FBI beveelt hun de zaak van de Replicator met rust te laten. |            |                           |                     |                                       |                   |                   |                  |  |
| 180 | 18         | Restoration               | Félix Alcalá        | Jim Clemente & Janine Sherman Barrois | 3 april 2013      | 8 mei 2013        | 26 maart 2014    |  |
| Morgans pijnlijke herinneringen uit zijn jeugd komen boven drijven na de tweede verschijning van Carl Buford. |            |                           |                     |                                       |                   |                   |                  |  |
| 181 | 19         | Pay It Forward            | John Terlesky       | Bruce Zimmerman                       | 10 april 2013     | 15 mei 2013       | 2 april 2014     |  |
| De dood van een wijkagent heeft mogelijk te maken met een gruwelijke ontdekking. |            |                           |                     |                                       |                   |                   |                  |  |
| 182 | 20         | Alchemy                   | Matthew Gray Gubler | Sharon Lee Watson                     | 1 mei 2013        | 18 september 2013 | 9 april 2014     |  |
| De BAU reis naar Rapid City nadat twee mannelijke slachtoffers worden ontdekt vermoord in een rituele manier. Ook blijft Reid treuren om de dood van Maeve. |            |                           |                     |                                       |                   |                   |                  |  |
| 183 | 21         | Nanny Dearest             | Doug Aarniokoski    | Virgil Williams                       | 8 mei 2013        | 25 september 2013 | 16 april 2014    |  |
| Sinds enkele jaren wordt er in Californië op 13 mei een nanny mishandeld en dood aangetroffen. Een wist er te ontkomen, maar wil er niet over praten. Tot de kleine Phoebe met haar nanny ontvoerd wordt.                                                                   |            |                           |                     |                                       |                   |                   |                  |  |
| 184 | 22         | 1. 6                      | Karen Gaviola       | Breen Frazier                         | 15 mei 2013       | 2 oktober 2013    | 23 april 2014    |  |
| De BAU gaat naar Detroit om een unsub met een zeer snel veranderende methode te zoeken. Blake's man komt terug van overzees met een levensveranderend werkvoorstel voor haar.                                                                                               |            |                           |                     |                                       |                   |                   |                  |  |
| 185 | 23         | Brothers Hotchner         | Rob Bailey          | Rick Dunkle                           | 22 mei 2013       | 9 oktober 2013    | 30 april 2014    |  |
| Hotch' broer raakt betrokken bij de handel in drugs die jeugd doodt. Het team komt steeds dichter bij de Replicator. Dan wordt Erin Strauss vermist. |            |                           |                     |                                       |                   |                   |                  |  |
| 186 | 24         | The Replicator            | Glenn Kershaw       | Erica Messer                          | 22 mei 2013       | 16 oktober 2013   | 21 mei 2014      |  |
| De dood van Erin Strauss en de drogering van Dave Rossi zijn de twee daden die de Replicater verricht als hij weer toeslaat. |            |                           |                     |                                       |                   |                   |                  |  |

## Seizoen 9 (2013-2014)
| Nr. | Aflevering | Titel                          | Regisseur           | Schrijver(s)                                        | Uitzenddatum      | Uitzenddatum     | Uitzenddatum      |  |
| --- | ---------- | ------------------------------ | ------------------- | --------------------------------------------------- | ----------------- | ---------------- | ----------------- |  |
| 187 | 1          | The Inspiration                | Glenn Kershaw       | Janine Sherman Barrois                              | 25 september 2013 | 23 oktober 2013  | 3 september 2014  |  |
| Het team gaat op onderzoek uit. Ze zoeken een rituele moordenaar. Intussen zoemen de geruchten dat Aaron Hotchner Erin Strauss gaat vervangen. |            |                                |                     |                                                     |                   |                  |                   |  |
| 188 | 2          | The Inspired                   | Larry Teng          | Breen Frazier                                       | 2 oktober 2013    | 30 oktober 2013  | 10 september 2014 |  |
| Het team van Criminal Minds zoekt nog steeds de rituele moordenaar. |            |                                |                     |                                                     |                   |                  |                   |  |
| 189 | 3          | Final Shot                     | Bethany Rooney      | Sharon Lee Watson                                   | 9 oktober 2013    | 6 november 2013  | 17 september 2014 |  |
| Een sluipschutter maakt de straten van Dallas onveilig. De BAU krijgt te maken met de nieuwe chief, Matt Cruz. |            |                                |                     |                                                     |                   |                  |                   |  |
| 190 | 4          | To Bear Witness                | Rob Bailey          | Erica Messer                                        | 16 oktober 2013   | 13 november 2013 | 24 september 2014 |  |
| De BAU ontmoet hun nieuwe sectiechef, Mateo Cruz, die een verleden heeft met JJ. Cruz gaat met het team mee als ze in de straten van Baltimore zoeken naar een unsub die zijn slachtoffers het onmogelijk maakt om te communiceren.                                                                              |            |                                |                     |                                                     |                   |                  |                   |  |
| 191 | 5          | Route 66                       | Doug Aarniokoski    | Virgil Williams                                     | 23 oktober 2013   | 20 november 2013 | 1 oktober 2014    |  |
| Als Hotch vecht voor zijn leven door complicaties na het neersteken door Foyet heeft hij visioenen van zijn overleden vrouw en Foyet. |            |                                |                     |                                                     |                   |                  |                   |  |
| 192 | 6          | In the Blood                   | Michael Lange       | Bruce Zimmerman                                     | 30 oktober 2013   | 27 december 2013 | 8 oktober 2014    |  |
| Als de BAU de slachtoffers van potentiële rituele moorden onderzoeken in Utah, leidt dit hen naar een unsub die een fascinatie heeft met de Salem Witch Trials. |            |                                |                     |                                                     |                   |                  |                   |  |
| 193 | 7          | Gatekeeper                     | Matthew Gray Gubler | Rick Dunkle                                         | 6 november 2013   | 4 december 2013  | 15 oktober 2014   |  |
| Nadat een serie slachtoffers gewurgd zijn gevonden in Boston, zoekt de BAU een unsub die graag aandenkens houdt van zijn slachtoffers. |            |                                |                     |                                                     |                   |                  |                   |  |
| 194 | 8          | The Return                     | John Terlesky       | Kimberly Ann Harrison                               | 13 november 2013  | 11 december 2013 | 22 oktober 2014   |  |
| Wanneer tieners die als vermist waren gerapporteerd worden verdacht van een serie massamoorden in Chicago, zoekt de BAU hun locatie en motieven. |            |                                |                     |                                                     |                   |                  |                   |  |
| 195 | 9          | Strange Fruit                  | Constantine Makris  | Janine Sherman Barrois                              | 20 november 2013  | 18 december 2013 | 29 oktober 2014   |  |
| Wanneer er skeletten worden gevonden in de tuin van een huis in Virginia, concentreert de BAU zich op de familie die er leeft, en komt heel wat familiegeheimen tegen. |            |                                |                     |                                                     |                   |                  |                   |  |
| 196 | 10         | The Caller                     | Rob Bailey          | Sharon Lee Watson                                   | 27 november 2013  | 26 februari 2014 | 5 november 2014   |  |
| Wanneer een jonge jongen vermist wordt in St. Louis, heronderzoekt de BAU een gelijkwaardige cold case om de unsub te zoeken. |            |                                |                     |                                                     |                   |                  |                   |  |
| 197 | 11         | Bully                          | Glenn Kershaw       | Virgil Williams                                     | 11 december 2013  | 5 maart 2014     | 12 november 2014  |  |
| Wanneer de BAU naar Kansas moet om een serie van moorden te onderzoeken, komt er een moeizame reünie tussen Blake, haar vader en haar broer. |            |                                |                     |                                                     |                   |                  |                   |  |
| 198 | 12         | The Black Queen                | Tawnia McKiernan    | Breen Frazier                                       | 15 januari 2014   | 12 maart 2014    |                   |  |
| De BAU gaat naar San Jose om de onschuld van een man die ter dood is veroordeeld te onderzoeken. |            |                                |                     |                                                     |                   |                  |                   |  |
| 199 | 13         | The Road Home                  | Joe Mantegna        | Bruce Zimmerman                                     | 22 januari 2014   | 19 maart 2014    |                   |  |
| Het team probeert een serie moorden op te lossen. De lijken worden telkens op een snelweg gevonden. De zaak wordt persoonlijk, als er een agent vermist wordt. |            |                                |                     |                                                     |                   |                  |                   |  |
| 200 | 14         | 200                            | Larry Teng          | Rick Dunkle                                         | 5 februari 2014   | 2 april 2014     |                   |  |
| De 200ste aflevering van de serie met een gastrol van zowel Jayne Atkinson als Paget Brewster. JJ raakt vermist en eindelijk komt de waarheid boven tafel omtrent haar tijd bij The Pentagon. Emily Prentiss keert terug met cruciale aanwijzingen, waarmee mogelijk JJ's verblijfplaats achterhaald kan worden. |            |                                |                     |                                                     |                   |                  |                   |  |
| 201 | 15         | Mr. & Mrs. Anderson            | Félix Alcalá        | Kimberly Ann Harrison                               | 19 februari 2014  | 9 april 2014     |                   |  |
| De BAU gaat op onderzoek uit wanneer twee vrouwelijke moordslachtoffers, die in douchegordijnen zijn gewikkeld, gevonden worden in het gebied van Pittsburgh. De BAU ontdekt al snel dat dit het werk van een team daders is geweest.                                                                            |            |                                |                     |                                                     |                   |                  |                   |  |
| 202 | 16         | Gabby                          | Thomas Gibson       | Jim Clemente & Erica Messer                         | 26 februari 2014  | 16 april 2014    |                   |  |
| Een vierjarig meisje raakt vermist tijdens een verblijf bij een familielid in Mississippi. |            |                                |                     |                                                     |                   |                  |                   |  |
| 203 | 17         | Persuasion                     | Rob Lieberman       | Sharon Lee Watson                                   | 5 maart 2014      | 23 april 2014    |                   |  |
| De BAU probeert de oorzaak te achterhalen van twee verdronken vrouwelijke lichamen die gevonden zijn in de woestijn van Las Vegas. Ondertussen probeert Reid contact te leggen met zijn moeder. |            |                                |                     |                                                     |                   |                  |                   |  |
| 204 | 18         | Rabid                          | Doug Aarniokoski    | Virgil Williams                                     | 12 maart 2014     | 7 mei 2014       |                   |  |
| Drie lichamen zijn gevonden met dierlijke en menselijke bijtwonden in een ondiep graf in de buurt van Milwaukee. |            |                                |                     |                                                     |                   |                  |                   |  |
| 205 | 19         | The Edge of Winter             | Hanelle Culpepper   | Janine Sherman Barrois                              | 19 maart 2014     | 30 april 2014    |                   |  |
| De BAU rondt een onderzoek af naar brute steekpartijen in Upstate New York. |            |                                |                     |                                                     |                   |                  |                   |  |
| 206 | 20         | Blood Relations                | Matthew Gray Gubler | Breen Frazier                                       | 2 april 2014      | 14 mei 2014      |                   |  |
| De BAU ontdekt een lange, sudderende vete tussen twee families en moet onderzoeken wie verantwoordelijk is voor de moorden. |            |                                |                     |                                                     |                   |                  |                   |  |
| 207 | 21         | What Happens In Mecklinburg... | Rob Hardy           | Ticona S. Joy                                       | 9 april 2014      | 21 mei 2014      |                   |  |
| Er vinden een reeks gerichte ontvoeringen plaats in de buurt van Memphis. |            |                                |                     |                                                     |                   |                  |                   |  |
| 208 | 22         | Fatal                          | Larry Teng          | Bruce Zimmerman                                     | 30 april 2014     | 28 mei 2014      |                   |  |
| Er zijn slachtoffers gevonden van arsenicumvergiftiging in Long Beach, Californië. De BAU gebruikt handgeschreven doodsbedreigingen en andere aanwijzingen om de moordenaar - die diep gefascineerd is door Griekse mythologie - te zoeken.                                                                      |            |                                |                     |                                                     |                   |                  |                   |  |
| 209 | 23         | Angels                         | Rob Bailey          | Rick Dunkle, Breen Frazier & Janine Sherman Barrois | 7 mei 2014        | 4 juni 2014      |                   |  |
| De BAU wordt naar Texas geroepen om te overleggen over de moorden op prostituees. |            |                                |                     |                                                     |                   |                  |                   |  |
| 210 | 24         | Demons                         | Glenn Kershaw       | Erica Messer                                        | 14 mei 2014       | 11 juni 2014     |                   |  |
| De BAU zet zijn moordonderzoek in Texas voort. |            |                                |                     |                                                     |                   |                  |                   |  |

## Seizoen 10 (2014-2015)
| Nr. | Aflevering | Titel                    | Regisseur           | Schrijver(s)                          | Uitzenddatum     | Uitzenddatum                                                                     |  |
| --- | ---------- | ------------------------ | ------------------- | ------------------------------------- | ---------------- | -------------------------------------------------------------------------------- |  |
| 211 | 1          | X                        | Glenn Kershaw       | Erica Messer                          | 1 oktober 2014   | 15 oktober 2014                                                                  |  |
| De BAU onderzoekt een seriemoordenaar die actief is in Bakersfield Californië, die een niet identifieerbaar slachtoffer achterlaat. |            |                          |                     |                                       |                  |                                                                                  |  |
| 212 | 2          | Burn                     | Karen Gaviola       | Janine Sherman Barrois                | 8 oktober 2014   | 22 oktober 2014                                                                  |  |
| De BAU reist naar Seattle omdat een seriemoordenaar zijn slachtoffers op een wrede manier vermoord. Ondertussen gaat Garcia naar Texas om de man die ze geschoten heeft om zichzelf en Reid te beschermen te confronteren, terwijl hij wacht in zijn dodencel. |            |                          |                     |                                       |                  |                                                                                  |  |
| 213 | 3          | A Thousand Suns          | Rob Bailey          | Sharon Lee Watson                     | 15 oktober 2014  | overgeslagen uit respect voor MH17, later alsnog uitgezonden op 25 februari 2015 |  |
| Een passagiersvliegtuig is neergestort in Colorado en de BAU-team wordt ingeschakeld om een profiel op te stellen rondom de verdachte omstandigheden. |            |                          |                     |                                       |                  |                                                                                  |  |
| 214 | 4          | The Itch                 | Larry Teng          | Breen Frazier                         | 22 oktober 2014  | 5 november 2014                                                                  |  |
| Wanneer een lichaam in Atlanta bedekt met krassen wordt ontdekt, ontdekt de BAU dat dit slachtoffer en de volgende slachtoffers gekoppeld kunnen worden aan een man die lijdt aan een obsessieve huidaandoening. |            |                          |                     |                                       |                  |                                                                                  |  |
| 215 | 5          | If the Shoe Fits         | Bethany Rooney      | Bruce Zimmerman                       | 5 november 2014  | 12 november 2014                                                                 |  |
| De BAU reist naar San Diego om een mysterieus geval te onderzoeken waarbij een jongen, die één jaar eerder verdween met Halloween, is ontdekt terwijl een andere jongen verdwijnt. Het team bedenkt zich, dat ze snel moeten werken om te voorkomen dat de tweede jongen hetzelfde lot zal ondergaan. |            |                          |                     |                                       |                  |                                                                                  |  |
| 216 | 6          | Boxed In                 | Thomas Gibson       | Virgil Williams                       | 29 oktober 2014  | 19 november 2014                                                                 |  |
| De BAU is ingeschakeld om de moord op een aantal jonge mannen in Missoula Montana te onderzoeken; Ze kunnen echter geen patroon vinden onder de slachtoffers, behalve de vreemde manier waarop zij werden gedood, waardoor het zeer moeilijk voor de ploeg is om een profiel van de dader bouwen. Ondertussen confronteert JJ haar onderdrukte gevoelens over de dood van haar zus door zelfmoord toen JJ 11 jaar oud was. |            |                          |                     |                                       |                  |                                                                                  |  |
| 217 | 7          | Hashtag                  | Constantine Makris  | Rick Dunkle                           | 12 november 2014 | 26 november 2014                                                                 |  |
| Wanneer meerdere mensen dood zijn gevonden in Bethesda Maryland, wordt de BAU gevraagd eea te onderzoeken. Tijdens het onderzoek ontdekken ze dat elk van de slachtoffers nadrukkelijk online aanwezig was en veel volgers had en dat de dader (Ian Nelson) het internet gebruikt om op potentiële doelwitten te jagen. Ondertussen vinden Morgan en Savannah dat hun veeleisende carrière het moeilijk maakt voor hen, om voldoende tijd samen door te brengen. |            |                          |                     |                                       |                  |                                                                                  |  |
| 218 | 8          | The Boys of Sutton Place | Laura Belsey        | Kimberly Ann Harrison                 | 19 november 2014 | 3 december 2014                                                                  |  |
| De BAU wordt naar Boston geroepen om de verdachte verdwijning van een succesvolle, hoog aangeschreven advocaat te onderzoeken. Naarmate er meer graven wordt, onthult het team vele geheimen uit zijn verleden, die blijken een mogelijke katalysator te zijn voor zijn verdwijning. |            |                          |                     |                                       |                  |                                                                                  |  |
| 219 | 9          | Fate                     | Rob Bailey          | Janine Sherman Barrois                | 26 november 2014 | 10 december 2014                                                                 |  |
| Een willekeurige reeks moorden in Reston Virginia doet de BAU jagen op een verdachte met een oncontroleerbaar verlangen om te doden. Paradoxaal genoeg, voelt de verdachte extreme wroeging voor zijn misdaden. Ondertussen is Rossi verrast door een bezoek van een vrouw met een geheim uit zijn verleden. |            |                          |                     |                                       |                  |                                                                                  |  |
| 220 | 10         | Amelia Porter            | Alrick Riley        | Sharon Lee Watson                     | 10 december 2014 | 17 december 2014                                                                 |  |
| De BAU wordt naar Salt Lake City gestuurd om een drievoudige moord te onderzoeken. In de loop van hun onderzoek, ontdekken ze uiteindelijk dat een al jaren voortvluchtige moordenaar zou kunnen worden gekoppeld aan de dader. |            |                          |                     |                                       |                  |                                                                                  |  |
| 221 | 11         | The Forever People       | Tawnia McKiernan    | Breen Frazier                         | 14 januari 2015  | 4 maart 2015                                                                     |  |
| Wanneer bevroren lichamen worden gevonden, drijvend in het water in de buurt van Boulder City Nevada, wordt de BAU opgeroepen om te onderzoeken. Ze ontdekken al snel dat deze slachtoffers deel uitmaakten van een vreemde sekte. Het team gelooft dat sekteleden verantwoordelijk zijn voor hun dood. Het team wordt in verwarring gebracht, wanneer de charismatische sekte leider (Grant Show) bewijst dat hij onschuldig is, ondanks het feit dat alle tekenen rechtstreeks naar hem wijzen. |            |                          |                     |                                       |                  |                                                                                  |  |
| 222 | 12         | Anonymous                | Joe Mantegna        | Bruce Zimmerman & Danny Ramm          | 21 januari 2015  | 11 maart 2015                                                                    |  |
| Er worden personen neergeschoten die allemaal orgaandonor blijken. De dader blijkt een dochter te hebben die op een donorlever wacht. Wanneer de BAU de dader onder schot heeft, besluit deze zelfmoord te plegen. Zijn dochter krijgt zijn lever. |            |                          |                     |                                       |                  |                                                                                  |  |
| 223 | 13         | Nelson's Sparrow         | Glenn Kershaw       | Kirsten Vangsness & Erica Messer      | 28 januari 2015  | 18 maart 2015                                                                    |  |
| De BAU heropent het onderzoek naar een "cold case" waarbij de moordenaar ontsnapte aan de politie in Roanoke Virginia in de jaren 70. Het was een zaak waaraan Rossi en Gideon werkten toen de BAU nog in een vroeg stadium van ontwikkeling was. |            |                          |                     |                                       |                  |                                                                                  |  |
| 224 | 14         | Hero Worship             | Larry Teng          | Rick Dunkle                           | 4 februari 2015  | 25 maart 2015                                                                    |  |
| Wanneer een coffeeshop in Indianapolis ontploft bij een bomaanslag en een manlijke overlevende wordt geprezen als een held, neemt de BAU hem en zijn familie in preventieve hechtenis. Ondertussen weet het team af te leiden dat er meer bomaanslagen zullen volgen en moeten ze werken tegen de klok om meer slachtoffers te voorkomen. |            |                          |                     |                                       |                  |                                                                                  |  |
| 225 | 15         | Scream                   | Hanelle Culpepper   | Kimberly Ann Harrison                 | 11 februari 2015 | 1 april 2015                                                                     |  |
| De ontdekking van een aantal moord slachtoffers in Diamond Bar Californië brengt de BAU ertoe om te zoeken naar een verdachte die mogelijk als kind getuige is geweest van ernstig misbruik. |            |                          |                     |                                       |                  |                                                                                  |  |
| 226 | 16         | Lockdown                 | Thomas Gibson       | Virgil Williams                       | 4 maart 2015     | 8 april 2015                                                                     |  |
| Wanneer twee gevangenis bewakers van een maximaal beveiligd detentiecentrum in Liberty Texas worden vermoord, worden de BAU gevraagd te onderzoeken. Ze vermoeden dat dit het werk is van meer dan één verdachte, en dat ten minste een van de moordenaars een gevangene is. |            |                          |                     |                                       |                  |                                                                                  |  |
| 227 | 17         | Breath Play              | Hanelle Culpepper   | Erik Stiller                          | 11 maart 2015    | 15 april 2015                                                                    |  |
| Een seriemoordenaar is op de vlucht in Madison Wisconsin. En wanneer de BAU wordt geroepen om te onderzoeken, vinden ze dat de beste manier om deze dader te vangen is om te zoeken naar een patroon onder de slachtoffers, wat moeten leiden tot aanwijzingen om de zaak op te oplossen. |            |                          |                     |                                       |                  |                                                                                  |  |
| 228 | 18         | Rock Creek Park          | Félix Alcalá        | Sharon Lee Watson                     | 25 maart 2015    | 22 april 2015                                                                    |  |
| Als de vrouw van een prominent Congreslid verdwijnt, beschouwt de BAU zijn tegenstanders en politieke vijanden als potentiële verdachten van de ontvoering of mogelijk moord. |            |                          |                     |                                       |                  |                                                                                  |  |
| 229 | 19         | Beyond Borders           | Glenn Kershaw       | Erica Messer                          | 8 april 2015     | 29 april 2015                                                                    |  |
| Wanneer een onschuldig gezin van vier personen wordt ontvoerd terwijl op vakantie in Barbados, roepen Hotch en Cruz de hulp in van het elite-team van de FBI in het omgaan met internationale zaken. Ze beseffen dat deze situatie lijkt op een zaak die de BAU ooit behandelde in Florida. Na deze ontdekking neemt de BAU contact op met Jack Garrett (Gary Sinise), de leider van het team met wie ze zullen werken. De BAU moeten hun vaardigheden bundelen met Garretts elite team, in de hoop deze familie te redden. Deze aflevering zal dienen als de achterdeur-pilot-aflevering van de nieuwe spin-off, Criminal Minds: Beyond Borders. |            |                          |                     |                                       |                  |                                                                                  |  |
| 230 | 20         | A Place at the Table     | Laura Belsey        | Bruce Zimmerman                       | 15 april 2015    | 6 mei 2015                                                                       |  |
| Als een familie uit Maryland vermoord is aan de eettafel, spoort het team andere familieleden en vrienden op om geheimen en details te ontdekken uit het verleden, in de hoop om uit te vinden wie verantwoordelijk is. |            |                          |                     |                                       |                  |                                                                                  |  |
| 231 | 21         | Mr. Scratch              | Matthew Gray Gubler | Breen Frazier                         | 22 april 2015    | 13 mei 2015                                                                      |  |
| Als drie moordverdachten beweren dat een "schaduw monster" hen aangevallen heeft en verantwoordelijk is voor deze misdaden, begint de BAU te geloven dat ze op zoek zijn naar een verdachte die de gedachten bestuurt van deze verdachten. De zaak wordt echter veel complexer wanneer de jacht op deze dader het leven van één teamlid in gevaar brengt. |            |                          |                     |                                       |                  |                                                                                  |  |
| 232 | 22         | Protection               | Tawnia McKiernan    | Virgil Williams                       | 29 april 2015    | 20 mei 2015                                                                      |  |
| De BAU onderzoekt meerdere doodgeschoten moordslachtoffers die zijn gevonden in Los Angeles. Wanneer ze ontdekken dat de slachtoffers allen werden geassocieerd met eerdere criminele activiteiten, begint het team te geloven dat ze op zoek zijn naar een wrakende burgerwacht. |            |                          |                     |                                       |                  |                                                                                  |  |
| 233 | 23         | The Hunt                 | Glenn Kershaw       | Jim Clemente & Janine Sherman Barrois | 6 mei 2015       | 27 mei 2015                                                                      |  |
| De druk is groot voor het team, wanneer wordt ontdekt dat Kate's nicht Meg en haar beste vriendin Markayla zijn ontvoerd. Gaande het onderzoek, vermoedt de BAU dat het gaat om een verdachte die zich op het internet voordoet als een tiener, en die betrokken is bij online mensenhandel. |            |                          |                     |                                       |                  |                                                                                  |  |

## Seizoen 11 (2015-2016)
| Nr. | Aflevering | Titel                | Regisseur           | Schrijver(s)                     | Uitzenddatum      | Uitzenddatum     |  |
| --- | ---------- | -------------------- | ------------------- | -------------------------------- | ----------------- | ---------------- |  |
| 234 | 1          | The Job              | Glenn Kershaw       | Breen Frazier                    | 30 september 2015 | 6 januari 2016   |  |
| Hotch interviewt verschillende kandidaten na het vertrek van Kate. Kandidaat Dr. Tara Lewis, een forensisch psycholoog, staat te popelen om te helpen. De BAU jaagt op een seriemoordenaar die de gezichten van slachtoffers markeert, wat lijkt op een soort van wraak. |            |                      |                     |                                  |                   |                  |  |
| 235 | 2          | The Witness          | John Terlesky       | Sharon Lee Watson                | 7 oktober 2015    | 6 januari 2016   |  |
| De BAU moet naar Los Angeles en moet snel aan het werk nadat een stadsbus is aangevallen met sarin-gas, waarbij meerdere mensen gedood zijn. Ze moeten de verantwoordelijke stoppen en zien te voorkomen dat een tweede geplande grotere aanval uitgevoerd wordt. |            |                      |                     |                                  |                   |                  |  |
| 236 | 3          | Til Death Do Us Part | Joe Mantegna        | Karen Maser                      | 14 oktober 2015   | 13 januari 2016  |  |
| De BAU gaat naar Savannah Georgia wanneer meerdere aanstaande bruiden worden vermoord op de avond voor hun trouwdag. Het team gelooft dat ze op zoek zijn naar een gedumpte dader, die lijdt onder zijn huwelijkstrauma. |            |                      |                     |                                  |                   |                  |  |
| 237 | 4          | Outlaw               | Larry Teng          | Virgil Williams                  | 21 oktober 2015   | 20 januari 2016  |  |
| Drie werknemers van een Mexicaans restaurant in Las Vegas worden vermoord tijdens een overval. Om de zaak op te lossen, duiken de rechercheurs in een onopgeloste zaak van zes jaar geleden. |            |                      |                     |                                  |                   |                  |  |
| 238 | 5          | The Night Watch      | Thomas Gibson       | Bruce Zimmerman                  | 28 oktober 2015   | 27 januari 2016  |  |
| De BAU gaat naar Detroit waar verschillende moordslachtoffers zijn verwerkt in graffiti. Terwijl het team onderzoekt, rijst het vermoeden dat een bekende straatkunstenaar de autoriteiten weet te omzeilen. |            |                      |                     |                                  |                   |                  |  |
| 239 | 6          | Pariahville          | Félix Alcal         | Erik Stiller                     | 4 november 2015   | 3 februari 2016  |  |
| Wanneer een vrouw wordt vermoord in een klein stadje in Florida bewoond door alleen maar zedendelinquenten, wordt de BAU geconfronteerd met een gemeenschap vol verdachten. |            |                      |                     |                                  |                   |                  |  |
| 240 | 7          | Target Rich          | Glenn Kershaw       | Jim Clemente                     | 11 november 2015  | 10 februari 2016 |  |
| Terwijl het team JJ's terugkeer uit zwangerschapsverlof viert, wordt het team door journalist Joy, de dochter van Rossi, gevraagd om te helpen bij een geval van een verdwenen student. Het team verneemt ook dat Giuseppe Montolo, de huurmoordenaar die Morgan uitdaagde over "The Dirty Dozen", is overleden in de gevangenis aan de gevolgen van een vergiftiging.                                                        |            |                      |                     |                                  |                   |                  |  |
| 241 | 8          | Awake                | Christoph Schrewe   | Kimberly Ann Harrison            | 18 november 2015  | 17 februari 2016 |  |
| De BAU jaagt op een seriemoordenaar in Phoenix Arizona, die zijn slachtoffers martelt dmv slaaptekort. JJ worstelt met de balans tussen werk en kind. Hotch en Garcia zijn bezig met de dreiging van een dark-net groep huurmoordenaars, aangaande "The Dirty Dozen". |            |                      |                     |                                  |                   |                  |  |
| 242 | 9          | Internal Affairs     | Diana C. Valentine  | Sharon Lee Watson                | 2 december 2015   | 24 februari 2016 |  |
| De BAU wordt ingelijfd door de NSA wanneer twee DEA undercover agenten worden gedood en een ander wordt vermist. Zij onderzoeken de mogelijkheid dat dit het werk is van een ondergrondse cyber-drug kring. Ondertussen is Hotch hoopvol dat in het werken met de NSA, hij verder komt met het onderzoek naar de groep van huurmoordenaars jagend op "The Dirty Dozen".                                                       |            |                      |                     |                                  |                   |                  |  |
| 243 | 10         | Future Perfect       | Laura Belsey        | Bruce Zimmerman                  | 9 december 2015   | 2 maart 2016     |  |
| De BAU onderzoekt de vondst van twee lichamen. Ze gaan geloven dat de dader is gefascineerd door medische experimenten. |            |                      |                     |                                  |                   |                  |  |
| 244 | 11         | Entropy              | Heather Cappiello   | Breen Frazier                    | 13 januari 2016   | 9 maart 2016     |  |
| Wanneer Reid terugkeert van een bezoek aan zijn moeder in zijn woonplaats Las Vegas Nevada, moet hij onmiddellijk het team helpen om het netwerk van huurmoordenaars te elimineren die jagen op "The Dirty Dozen". |            |                      |                     |                                  |                   |                  |  |
| 245 | 12         | Drive                | Tawnia McKiernan    | Karen Maser                      | 20 januari 2016   | 16 maart 2016    |  |
| Verspreid over Boston worden meerdere moordslachtoffers gevonden. Het onderzoek doet de BAU geloven dat de moorden verband houden met een taxi of een 'ride-share' service. |            |                      |                     |                                  |                   |                  |  |
| 246 | 13         | The Bond             | Hanelle Culpepper   | Kimberly Ann Harrison            | 27 januari 2016   | 23 maart 2016    |  |
| In het zuiden van de Verenigde Staten worden, in schijnbaar willekeurige truckstop toiletten, meerdere moordslachtoffers gevonden. De BAU worstelt met het daderprofiel en het motief wat deze misdaden verbindt. |            |                      |                     |                                  |                   |                  |  |
| 247 | 14         | Hostage              | Bethany Rooney      | Virgil Williams                  | 10 februari 2016  | 30 maart 2016    |  |
| Een 18-jarig meisje ontsnapt uit een huis waar ze meerdere jaren gevangen werd gehouden. De BAU is belast met het vinden van haar ontvoerder en twee andere meisjes die nog steeds het slachtoffer zijn. Het team staat voor een moeilijke uitdaging; het ondervragen van het ernstig getraumatiseerde ontsnapte slachtoffer.                                                                                                 |            |                      |                     |                                  |                   |                  |  |
| 248 | 15         | A Badge and a Gun    | Rob Bailey          | Jim Clemente                     | 24 februari 2016  | 6 april 2016     |  |
| Het team wordt terug geroepen naar het Los Angeles FBI Field Office, nadat verontrustende bewakingsbeelden zijn opgedoken waaruit blijkt dat een verdachte vrijwillig wordt binnengelaten in de huizen van zijn slachtoffers. De aflevering eindigt met een teamlid wiens leven wordt bedreigd. |            |                      |                     |                                  |                   |                  |  |
| 249 | 16         | Derek                | Thomas Gibson       | Breen Frazier                    | 2 maart 2016      | 13 april 2016    |  |
| Wanneer Derek Morgan wordt ontvoerd door een groep criminelen met sinistere bijbedoelingen, start een race tegen de klok om hem te vinden. |            |                      |                     |                                  |                   |                  |  |
| 250 | 17         | The Sandman          | Joe Mantegna        | Bruce Zimmerman                  | 16 maart 2016     | 20 april 2016    |  |
| Zes maanden na de ontvoering van BAU teamlid Derek Morgan, viert de BAU zijn terugkeer. De festiviteiten eindigen abrupt, wanneer ze worden belast met de aanhouding van een dader die families in Wichita Kansas terroriseert, door kinderen te ontvoeren van slapende ouders. Ondertussen worstelt Morgan met zijn persoonlijke demonen, terwijl hij er achter probeert te komen wie verantwoordelijk was voor zijn aanval. |            |                      |                     |                                  |                   |                  |  |
| 251 | 18         | A Beautiful Disaster | Matthew Gray Gubler | Kirsten Vangsness & Erica Messer | 23 maart 2016     | 27 april 2016    |  |
| De BAU is wederom het doelwit en het lot van een teamlid staat op het spel. Het team komt in actie om erachter te komen wie verantwoordelijk is, voordat de dader toeslaat. Ondertussen overweegt Morgan zijn toekomst bij het Bureau. |            |                      |                     |                                  |                   |                  |  |
| 252 | 19         | Tribute              | Tawnia McKiernan    | Virgil Williams                  | 30 maart 2016     | 11 mei 2016      |  |
| De BAU werkt met voormalig teamlid Emily Prentiss aan het vangen van een internationale seriemoordenaar, wanneer Interpol ervan overtuigd is dat hij op Amerikaanse bodem is. Ondertussen moet het team zien om te gaan met Morgan's vertrek. |            |                      |                     |                                  |                   |                  |  |
| 253 | 20         | Inner Beauty         | Alec Smight         | Haben Merker                     | 13 april 2016     | 18 mei 2016      |  |
| De BAU zoekt in Sacramento Californië naar een seriemoordenaar die met opzet zijn slachtoffers verminkt, alvorens ze te doden. Ondertussen moet Rossi een lastige bijeenkomst met zijn tweede ex-vrouw zien te verdragen. |            |                      |                     |                                  |                   |                  |  |
| 254 | 21         | Devil's Backbone     | Félix Alcalá        | Sharon Lee Watson                | 20 april 2016     | 25 mei 2016      |  |
| Als bewakers van een Virginia gevangenis een pakket openen, met daarin bewijs dat is gerelateerd aan de ontvoering van twee jongens, besluit de BAU om seriemoordenaar Antonia Slade te interviewen in een poging om aanwijzingen te ontdekken over wie misschien achter de ontvoering zit. |            |                      |                     |                                  |                   |                  |  |
| 255 | 22         | The Storm            | Glenn Kershaw       | Erica Messer & Breen Frazier     | 4 mei 2016        | 1 juni 2016      |  |
| Wanneer Hotch is gearresteerd en beschuldigd van samenzwering door het ministerie van Justitie, werken de overige leden van de BAU samen om zijn naam te zuiveren om er vervolgens achter te komen dat er een veel meer sinister motief in het spel is. |            |                      |                     |                                  |                   |                  |  |

## Seizoen 12 (2016-2017)
| Nr. | Aflevering | Titel                | Regisseur           | Schrijver(s)                     | Uitzenddatum      | Uitzenddatum     |  |
| --- | ---------- | -------------------- | ------------------- | -------------------------------- | ----------------- | ---------------- |  |
| 256 | 1          | The Crimson King     | Glenn Kershaw       | Breen Frazier                    | 28 september 2016 | 16 november 2016 |  |
| Luke Alvez (Adam Rodriguez) en het team sporen van een van de 13 gevangenen op, die ontsnapten uit de gevangenis aan het eind van het vorige seizoen. |            |                      |                     |                                  |                   |                  |  |
| 257 | 2          | Sick Day             | Larry Teng          | Virgil Williams                  | 5 oktober 2016    | 16 november 2016 |  |
| JJ vertelt haar man over de ontvoering van twee kinderen. |            |                      |                     |                                  |                   |                  |  |
| 258 | 3          | Taboo                | Alec Smight         | Karen Maser                      | 12 oktober 2016   | 30 november 2016 |  |
| De BAU is verheugd met de terugkeer van Emily Prentiss. Het team wordt opgeroepen om de verdwijning van drie vrouwen te onderzoeken. |            |                      |                     |                                  |                   |                  |  |
| 259 | 4          | Keeper               | Sharat Raju         | Bruce Zimmerman                  | 26 oktober 2016   | 30 november 2016 |  |
| De BAU-team zoekt naar een seriemoordenaar langs de Appalachian Trail in het landelijke Virginia. |            |                      |                     |                                  |                   |                  |  |
| 260 | 5          | Anti-Terror Squad    | Tawnia McKiernan    | Stephanie SenGupta               | 9 november 2016   | 14 december 2016 |  |
| De BAU onderzoekt of pesten de koppeling is tussen twee middelbare scholieren. Zij zijn de enige overlevenden nadat hun beider families vermoord zijn. |            |                      |                     |                                  |                   |                  |  |
| 261 | 6          | Elliott's Pond       | Matthew Gray Gubler | Erica Messer                     | 16 november 2016  | 21 december 2016 |  |
| Wanneer drie beste vrienden vermist raken terwijl ze aan het fietsen zijn in Clayton, Delaware, stelt de BAU vast dat de zaak samenhangt met een soortgelijke verdwijning die meer dan dertig jaar eerder plaatsvond. Ondertussen wankelt het team na Rossi's aankondiging met betrekking tot de afwezigheid van Hotch.                                                                       |            |                      |                     |                                  |                   |                  |  |
| 262 | 7          | Mirror Image         | Joe Mantegna        | Breen Frazier                    | 30 november 2016  | 28 december 2016 |  |
| Wanneer Lewis wordt benaderd door een vreemdeling die beweert haar vervreemde broer Gabriel zijn, probeert de BAU de ware identiteit van de bedrieger bloot te leggen en de echte Gabriel te vinden, waarna ze tegenover een oude vijand komen te staan die elk truukje van de BAU kent. |            |                      |                     |                                  |                   |                  |  |
| 263 | 8          | Scarecrow            | Christoph Schrewe   | Karen Maser                      | 7 december 2016   | 4 januari 2017   |  |
| Als de ontvoering van een vrouw in Yakima Washington samenvalt met de ontdekking van menselijke restanten in de bedding van een kreek, stelt de BAU vast dat de dader wordt gedreven door een verwrongen gevoel voor moraal. Ondertussen ontvangt Reid krijgt een schokkend telefoontje en het team verwelkomt veteraan profiler Stephen Walker.                                              |            |                      |                     |                                  |                   |                  |  |
| 264 | 9          | Profiling 202        | Rob Bailey          | Virgil Williams                  | 4 januari 2017    | 11 januari 2017  |  |
| Terwijl Rossi lesgeeft in profiling, krijgt hij een verjaardags-telefoontje van de voortvluchtige seriemoordenaar Tommy Yates. Hij vertelt hem de locatie van zijn laatste slachtoffer. |            |                      |                     |                                  |                   |                  |  |
| 265 | 10         | Seek and Destroy     | Diana C. Valentine  | Erik Stiller                     | 11 januari 2017   | 18 januari 2017  |  |
| De BAU wordt naar San Diego gehaald, om een reeks van dodelijke woning-overvallen te onderzoeken die zich voordoen in de chique wijken. De BAU vermoedt dat de misdaden werden gepleegd door een bende van avontuurlijke jonge volwassenen. Ondertussen probeert Walker te voorspellen, wanneer Peter Lewis weer zal toeslaan.                                                                |            |                      |                     |                                  |                   |                  |  |
| 266 | 11         | Surface Tension      | Oz Scott            | Bruce Zimmerman                  | 1 februari 2017   | 4 mei 2017       |  |
| Wanneer een bizarre hiëroglief, gevonden op het lichaam van een dakloze man, overeenkomt met een exemplaar gezien tijdens misdaden een paar jaar geleden, wordt de BAU ingeschakeld. Ondertussen besluit Reid om zijn moeder uit een klinische studie te halen en haar naar huis brengen. |            |                      |                     |                                  |                   |                  |  |
| 267 | 12         | A Good Husband       | Laura Belsey        | Jim Clemente                     | 8 februari 2017   | 11 mei 2017      |  |
| Wanneer een reeks van uiteengereten torso's zijn ontdekt in Palm Springs Californië, stelt de BAU vast dat de dader controle-problemen heeft en een lid is van de LGBT-gemeenschap. Ondertussen worstelt Reid met de zorg voor zijn moeder én om de dader te vangen voordat hij opnieuw toeslaat.                                                                                             |            |                      |                     |                                  |                   |                  |  |
| 268 | 13         | Spencer              | Glenn Kershaw       | Kirsten Vangsness & Erica Messer | 15 februari 2017  | 18 mei 2017      |  |
| Als Reid wordt gearresteerd door de Mexicaanse autoriteiten voor drugsbezit en moord, werkt de BAU samen met International Response Team leden Clara Seger en Matt Simmons om te bepalen wat er gebeurd is. |            |                      |                     |                                  |                   |                  |  |
| 269 | 14         | Collision Course     | Alec Smight         | Stephanie SenGupta               | 22 februari 2017  | 25 mei 2017      |  |
| Wanneer voetgangers in Bradenton Florida ernstig gewond raken na een reeks van auto-ongelukken, vermoedt de BAU dat de betrokken voertuigen werden bestuurd door een hacker. Ondertussen werkt Prentiss samen met advocaat Fiona Duncan om Reid voor te bereiden op diens proces. |            |                      |                     |                                  |                   |                  |  |
| 270 | 15         | Alpha Male           | Rob Bailey          | Karen Maser                      | 1 maart 2017      | 1 juni 2017      |  |
| Wanneer meerdere burgers worden verminkt door een reeks van zuuraanvallen in Philadelphia, heeft de BAU tot doel een verdachte op te pakken, die zijn slachtoffers het gevoel wil geven, zo lelijk te zijn als hijzelf. Ondertussen worstelt Reid met het aanpassen aan het leven in de gevangenis en maakt een vriend genaamd Calvin Shaw, een voormalig FBI-agent met een duister verleden. |            |                      |                     |                                  |                   |                  |  |
| 271 | 16         | Assistance Is Futile | Leon Ichaso         | Virgil Williams                  | 15 maart 2017     | 1 juni 2017      |  |
| Wanneer drie vrouwen in New York dood zijn gevonden met een aantal gebroken botten, werkt de BAU samen met een alleenstaande moeder die gelooft dat haar zoon achter de gruwelijke misdaden zit. Ondertussen wordt Reid geconfronteerd met een moeilijke beslissing nadat een medegevangene wordt bedreigd.                                                                                   |            |                      |                     |                                  |                   |                  |  |
| 272 | 17         | In The Dark          | Diana C. Valentine  | Dania Bennett                    | 22 maart 2017     | 8 juni 2017      |  |
| Wanneer twee totaal verschillende moorden zijn gepleegd in Burlington Vermont, concludeert de BAU dat een seriemoordenaar die lijdt aan slaapwandelen, verantwoordelijk is voor beide misdrijven. Reid wordt aangevallen in de gevangenis, waarna teamlid Alvez Reid's medegevangene Shaw opzadelt met een schokkende ultimatum.                                                              |            |                      |                     |                                  |                   |                  |  |
| 273 | 18         | Hell's Kitchen       | Simon Mirren        | Erica Messer                     | 29 maart 2017     | 8 juni 2017      |  |
| De BAU keert terug naar New York nadat een aantal brunettes zijn ontvoerd uit de buurt Hell's Kitchen van Manhattan, door een killer met een onlesbare dorst naar bloed. Ondertussen maakt Reid een keuze die dreigt te zijn welzijn in gevaar brengen. |            |                      |                     |                                  |                   |                  |  |
| 274 | 19         | True North           | Joe Mantegna        | Bruce Zimmerman                  | 5 april 2017      | 15 juni 2017     |  |
| Wanneer de ontbindende lichamen van drie afgestudeerden gevonden worden aan houten palen buiten Tuscon Arizona, stelt de BAU dat de slachtoffers pionnen zijn in een sinistere bloedwraak van een moordenaar. Ondertussen overtuigt Lewis Reid om een cognitief interview te ondergaan om daarna een onverwachte wending te ontdekken.                                                        |            |                      |                     |                                  |                   |                  |  |
| 275 | 20         | Unforgettable        | Carlos Bernard      | Stephanie Sengupta               | 26 april 2017     | 15 juni 2017     |  |
| Wanneer Walker's beste vriend na het innemen van radioactief materiaal in het ziekenhuis is opgenomen, besluit de BAU dat dit incident verband houdt met het overlijden van verschillende overheidsmedewerkers. Ondertussen krijgt Reid een bezoek van zijn moeder en een spook uit het verleden.                                                                                             |            |                      |                     |                                  |                   |                  |  |
| 276 | 21         | Green Light          | Alec Smight         | Erik Stiller                     | 3 mei 2017        | 22 juni 2017     |  |
| Wanneer Prentiss er achter komt dat de moeder van Reid is ontvoerd door het vroegere ontvoerings-slachtoffer Lindsey Vaughn, komt de BAU er achter dat degene die de ontvoering op touw zette, de laatste persoon is die iemand vermoedde. |            |                      |                     |                                  |                   |                  |  |
| 277 | 22         | Red Light            | Glenn Kershaw       | Breen Frazier                    | 10 mei 2017       | 22 juni 2017     |  |
| Reid voelt zich gedwongen om gevaarlijk spel te spelen met medegevangene en huurmoordenares Cat Adams. De BAU begint met de redding van Reid's ontvoerde moeder. Intussen biedt voormalig SSA Derek Morgan het team een mogelijke aanwijzing bij de opsporing van Peter Lewis. |            |                      |                     |                                  |                   |                  |  |

## Seizoen 13 (2017-2018)
| Nr. | Aflevering | Titel                | Regisseur           | Schrijver(s)                     | Uitzenddatum      | Uitzenddatum      |  |
| --- | ---------- | -------------------- | ------------------- | -------------------------------- | ----------------- | ----------------- |  |
| 278 | 1          | Wheels Up            | Glenn Kershaw       | Breen Frazier                    | 27 september 2017 | 19 oktober 2017   |  |
| Als de ontsnapte seriemoordenaar Peter Lewis een verwoestende laatste aanval op de BAU begint en een van hen als gijzelaar neemt, brengt Garcia het voormalig International Response Team-lid Matt Simmons in, om Lewis gevangen te nemen voordat meer levens verloren gaan. |            |                      |                     |                                  |                   |                   |  |
| 279 | 2          | To a Better Place    | Diana Valentine     | Bruce Zimmerman                  | 4 oktober 2017    | 26 oktober 2017   |  |
| Wanneer koffers met menselijke overblijfselen worden gevonden in Napels Florida, komt de BAU terug van hun voorgeschreven vakantie om een verband te vinden tussen de slachtoffers voordat de moordenaar een ander leven neemt. Intussen verneemt Reid over een voorwaarde voor zijn heraanstelling en het team verwelkomt Simmons officieel in hun midden.                              |            |                      |                     |                                  |                   |                   |  |
| 280 | 3          | Blue Angel           | Sharat Raju         | Christopher Barbour              | 11 oktober 2017   | 2 november 2017   |  |
| Wanneer twee zakenlieden gecastreerd worden in Detroit Michigan, onderzoekt de BAU een verband tussen de slachtoffers om uiteindelijk een familiegeheim te ontdekken die het verloop van het onderzoek verandert. Ondertussen gaat Simmons een band aan met een escort die betrokken is bij de zaak.                                                                                     |            |                      |                     |                                  |                   |                   |  |
| 281 | 4          | Killer App           | Alec Smight         | Stephanie SenGupta               | 18 oktober 2017   | 9 november 2017   |  |
| In Silicon Valley kost een schietpartij (mbv een app bestuurde drone) de levens van drie medewerkers. De BAU werkt samen met Homeland Security om te bepalen of de schietpartij persoonlijk was en waarom de slachtoffers het doelwit waren. Ondertussen confronteert Prentiss Alvez over de gebeurtenissen rond de dood van Peter Lewis.                                                |            |                      |                     |                                  |                   |                   |  |
| 282 | 5          | Lucky Strikes        | Tawnia McKiernan    | Jim Clemente                     | 25 oktober 2017   | 16 november 2017  |  |
| Als in Florida een prostituée dood wordt gevonden zonder benen en waarbij diverse vingers ontbreken, onderzoekt de BAU of de kannibalistische seriemoordenaar Floyd Feylinn Ferell zich weer aan het uitleven is of dat een copycat verantwoordelijk is. Intussen helpt voormalige BAU-lid Derek Morgan Garcia als ze overweldigd wordt door herinneringen aan een tien-jaar-oud-trauma. |            |                      |                     |                                  |                   |                   |  |
| 283 | 6          | The Bunker           | Aisha Tyler         | Karen Maser                      | 8 november 2017   | 23 november 2017  |  |
| Als een vermiste-personen-zaak verbonden is met een reeks ontvoeringen in heel Virginia, tracht de BAU een verband tussen de slachtoffers te vinden om uiteindelijk op een ongewoon motief te stuiten. Ondertussen maakt JJ contact met een vrouw die gelooft dat de verdwijning van haar zus mogelijk verband houdt met het onderzoek en Garcia zoekt naar een nieuw appartement.       |            |                      |                     |                                  |                   |                   |  |
| 284 | 7          | Dust and Bones       | Marcus Stokes       | Erica Meredith                   | 15 november 2017  | 30 november 2017  |  |
| Wanneer twee vrouwen worden ontvoerd en verminkt worden teruggevonden in Austin Texas, stelt de BAU vast dat de aanvaller een gevaarlijke obsessie heeft met een boosaardig wezen. Ondertussen worstelt Alvez met het vinden van een manier om zijn voormalige Fugitive Task Force-partner te helpen om in het reine te komen met zijn verlamming.                                       |            |                      |                     |                                  |                   |                   |  |
| 285 | 8          | Neon Terror          | Bethany Rooney      | Erik Stiller                     | 22 november 2017  | 7 december 2017   |  |
| Wanneer de laatste in een reeks overvalmoorden in Miami Florida plaatsvindt, vermoedt de BAU dat ze te maken hebben met een verdachte die aandacht wil door beelden van zijn misdaden vrij te geven aan de media. |            |                      |                     |                                  |                   |                   |  |
| 286 | 9          | False Flag           | Joe Mantegna        | Breen Frazier                    | 6 december 2017   | 14 december 2017  |  |
| Wanneer twee leden van een samenzweringsgroep in Roswell New Mexico kort achter elkaar omkomen, wordt de BAU ingeschakeld om te onderzoeken. |            |                      |                     |                                  |                   |                   |  |
| 287 | 10         | Submerged            | Rob Bailey          | Bruce Zimmerman                  | 3 januari 2018    | 20 juli 2018      |  |
| Wanneer de laatste in een reeks verwarrende roof-moorden plaatsvindt in Ramona Californië, werkt de BAU samen met een gefrustreerde sheriff om een seriemoordenaar op te sporen met mysterieuze motieven en een nog mysterieuzer verleden. |            |                      |                     |                                  |                   |                   |  |
| 288 | 11         | Full-Tilt Boogie     | Simon Mirren        | Erica Messer & Kirsten Vangsness | 10 januari 2018   | 27 juli 2018      |  |
| Wanneer de vrouw van een politiecommissaris in Virginia een moordpoging overleeft tijdens een brute woningoverval, werkt de BAU met haar man en de lokale autoriteiten samen om haar aanvaller te vangen, waarbij een groot aantal geheimen onthult worden die bewaard worden door de inwoners van de stad.                                                                              |            |                      |                     |                                  |                   |                   |  |
| 289 | 12         | Bad Moon on the Rise | Christoph Schrewe   | Karen Maser                      | 17 januari 2018   | 3 augustus 2018   |  |
| Wanneer de gruwelijke dood van een jogger in New York wordt gekoppeld aan een reeks moord-verminkingen, doorzoekt de BAU Central Park op zoek naar een moordenaar die lijdt aan een syndroom dat hem doet geloven dat hij een wreed schepsel is. Ondertussen moet Alvez omgaan met de gevolgen van een blinddate die verkeerd is verlopen.                                               |            |                      |                     |                                  |                   |                   |  |
| 290 | 13         | Cure                 | Glenn Kershaw       | Christopher Barbour              | 24 januari 2018   | 10 augustus 2018  |  |
| De BAU wordt ingeschakeld om verschillende moorden op rijke mensen te onderzoeken, waarbij de dader cryptische berichten heeft achtergelaten in de mond van de overleden slachtoffers. |            |                      |                     |                                  |                   |                   |  |
| 291 | 14         | Miasma               | Leon Ichaso         | Erica Meredith                   | 31 januari 2018   | 17 augustus 2018  |  |
| Het team reist af naar New Orleans nadat de NOPD (New Orleans Police Department) een massagraf heeft ontdekt in een vernielde bovengrondse crypte op een lokaal kerkhof. |            |                      |                     |                                  |                   |                   |  |
| 292 | 15         | Annihilator          | Rob Bailey          | Erik Stiller                     | 7 maart 2018      | 24 augustus 2018  |  |
| Barnes staat de BAU bij in het onderzoek naar een viervoudige moord op een groep kamergenoten in St Louis. Ondertussen protesteren de BAU-agenten tegen Barnes inzake de schorsing van Prentiss, wat conflicten tussen de agenten en Barnes veroorzaakt. |            |                      |                     |                                  |                   |                   |  |
| 293 | 16         | Last Gasp            | Adam Rodriguez      | Stephanie SenGupta               | 14 maart 2018     | 31 augustus 2018  |  |
| In de nasleep van de poging van Barnes om de BAU te herstructureren, werkt het verdeelde team achter haar rug, om een serie-ontvoerder te identificeren die callgirls fotografeert en ze daarna vermoord en verbrand. |            |                      |                     |                                  |                   |                   |  |
| 294 | 17         | The Capilano's       | Matthew Gray Gubler | Erica Messer                     | 21 maart 2018     | 7 september 2018  |  |
| Wanneer een zevenjarig kind beweert dat een man verkleed als een clown zijn vader heeft vermoord, probeert de BAU te bepalen of de verklaring van het kind waar is. |            |                      |                     |                                  |                   |                   |  |
| 295 | 18         | The Dance Of Love    | Joe Mantegna        | Bruce Zimmerman                  | 28 maart 2018     | 14 september 2018 |  |
| Wanneer twee vrouwen uit Chicago, op opeenvolgende nachten worden doodgestoken en worden gevonden met een rode roos in hun mond, zoekt de BAU naar een seriemoordenaar met onverwachte motieven. Ondertussen neemt Rossi persoonlijke vrije tijd op, na een telefoontje van zijn derde ex-vrouw Krystall.                                                                                |            |                      |                     |                                  |                   |                   |  |
| 296 | 19         | Ex Parte             | Lily Mariye         | Christopher Barbour              | 4 april 2018      | 21 september 2018 |  |
| Wanneer een gijzeling plaatsvindt in het advocatenkantoor waar de vrouw van Simmons werkt, heeft de BAU moeite met het oplossen van de crisis en het bepalen van de drijfveren van de daders. |            |                      |                     |                                  |                   |                   |  |
| 297 | 20         | All You Can Eat      | Diana Valentine     | Karen Maser                      | 11 april 2018     | 28 september 2018 |  |
| Als twee sterfgevallen in Virginia worden beschouwd als bioterrorisme, werkt de BAU samen met de CDC om te voorkomen dat de situatie verergerd. Ondertussen herenigt Garcia zich met haar stiefbroer Carlos nadat ze heeft gehoord dat de dronken chauffeur die hun ouders heeft doodgereden in aanmerking komt voor een voorwaardelijke vrijlating.                                     |            |                      |                     |                                  |                   |                   |  |
| 298 | 21         | Mixed Signals        | Alec Smight         | Erica Meredith & Erik Stiller    | 18 april 2018     | 5 oktober 2018    |  |
| Wanneer op twee mensen uit Taos New Mexico een ruwe lobotomie wordt uitgevoerd, vermoedt de BAU dat de dader geobsedeerd is door het bewijzen van een onverklaarbare verzameling fenomenen. |            |                      |                     |                                  |                   |                   |  |
| 299 | 22         | Believer             | Glenn Kershaw       | Breen Frazier                    | 18 april 2018     | 12 oktober 2018   |  |
| Wanneer een voormalige VICAP-agent opgesloten wordt gevonden in een opslagbox, onderzoekt de BAU zijn bewering over een actieve seriemoordenaar met de bijnaam "The Strangler". |            |                      |                     |                                  |                   |                   |  |

## Seizoen 14 (2018-2019)
| Nr. | Aflevering | Titel           | Regisseur           | Schrijver(s)                  | Uitzenddatum     | Uitzenddatum     |  |
| --- | ---------- | --------------- | ------------------- | ----------------------------- | ---------------- | ---------------- |  |
| 300 | 1          | 300             | Glenn Kershaw       | Erica Messer                  | 3 oktober 2018   | 19 oktober 2018  |  |
| Wanneer Reid en Garcia in deze eerste aflevering worden ontvoerd door Benjamin Merva, is het aan de rest van het team om ze te vinden. De BAU vindt verrassende aanwijzingen in hun eigen geschiedenis.                                                           |            |                 |                     |                               |                  |                  |  |
| 301 | 2          | Starter Home    | Diana C. Valentine  | Bruce Zimmerman               | 10 oktober 2018  | 26 oktober 2018  |  |
| De gemummificeerde overblijfselen van talloze slachtoffers worden gevonden in de muren van een afgelegen huis van een ouder echtpaar in South Carolina. Rossi, J.J. and Simmons gaan achter een spoor van aanwijzingen aan die al meer dan twintig jaar oud zijn. |            |                 |                     |                               |                  |                  |  |
| 302 | 3          | Rule 34         | Alec Smight         | Christopher Barbour           | 17 oktober 2018  | 2 november 2018  |  |
| Zes personen ontvingen elk een mysterieus pakje. Wat verbindt deze mensen? Simmons en zijn vrouw Kristy kennen problemen met hun zoon, die van school werd gestuurd.                                                                                              |            |                 |                     |                               |                  |                  |  |
| 303 | 4          | Innocence       | Lily Mariye         | Stephanie Sengupta            | 24 oktober 2018  | 9 november 2018  |  |
| Kort nadat de BAU stappen heeft ondernomen om de lokale politie te helpen een hoofdverdachte te isoleren voor een moord in Tallahassee, Florida, wordt een tweede persoon gedood.                                                                                 |            |                 |                     |                               |                  |                  |  |
| 304 | 5          | The Tall Man    | Matthew Gray Gubler | Breen Frazier                 | 31 oktober 2018  | 16 november 2018 |  |
| Het BAU-team onderzoekt een lokaal spookverhaal over een grote man wanneer twee mensen vermist worden. |            |                 |                     |                               |                  |                  |  |
| 305 | 6          | Luke            | Joe Mantegna        | Erik Stiller                  | 7 november 2018  | 23 november 2018 |  |
| De BAU gaat naar Bethesda om vier moorden te onderzoeken in de tijdspanne van drie dagen langs de oostkust. |            |                 |                     |                               |                  |                  |  |
| 306 | 7          | Twenty Seven    | Sharat Raju         | Erica Meredith                | 14 november 2018 | 30 november 2018 |  |
| Het is letterlijk een race tegen de klok voor de BAU om de daders te vinden achter een reeks aanvallen die om de 27 minuten plaatsvinden in de hoofdstad van het land.                                                                                            |            |                 |                     |                               |                  |                  |  |
| 307 | 8          | Ashley          | Adam Rodriguez      | Stephanie Birkitt             | 21 november 2018 | 7 december 2018  |  |
| Het BAU-team onderzoekt een dubbele moord en ontvoering in New Hampshire. Rossi's plannen om zijn relatie met Krystall naar een hoger niveau te brengen, gaan niet zoals gepland.                                                                                 |            |                 |                     |                               |                  |                  |  |
| 308 | 9          | Broken Wing     | Aisha Tyler         | Jim Clemente                  | 5 december 2018  | 14 december 2018 |  |
| Wanneer zeven herstellende verslaafden sterven aan opiatenoverdoses, tracht de BAU een Angel of Mercy te profileren die erop is gericht zijn slachtoffers van hun lijden te verlichten.                                                                           |            |                 |                     |                               |                  |                  |  |
| 309 | 10         | Flesh and Blood | Glenn Kershaw       | Christopher Barbour           | 12 december 2018 | 21 december 2018 |  |
| Prentiss plant een date met Mendoza, maar de avond wordt al gauw onderbroken. Prentiss moet haar verleden onder ogen zien wanneer het team een reeks moorden onderzoekt waarbij het hart van het slachtoffer verwijderd werd.                                     |            |                 |                     |                               |                  |                  |  |
| 310 | 11         | Night Lights    | Nelson McCormick    | Heather Nöel Aldridge         | 2 januari 2019   | 11 januari 2019  |  |
| Het BAU-team gaat naar Portland waar ze de ontvoering van een kind onderzoeken die gelinkt kan zijn aan de moord op een koppel eerder die week. |            |                 |                     |                               |                  |                  |  |
| 311 | 12         | Hamelin         | Simon Mirren        | Bruce Zimmerman               | 9 januari 2019   | 18 januari 2019  |  |
| Prentiss en het team vliegen naar Iowa om de verdwijning van drie 10-jarige kinderen te onderzoeken. Ze werden elk ontvoerd uit hun huis en de camerabeelden van het nabijgelegen park zijn hun enige aanwijzing.                                                 |            |                 |                     |                               |                  |                  |  |
| 312 | 13         | Chameleon       | A.J. Cook           | Charles Dewey & Breen Frazier | 23 januari 2019  | 25 januari 2019  |  |
| Rossi plaatst vraagtekens bij zijn acties in de nasleep van een bijna-doodstrijd met een seriemoordenaar die de BAU te slim af is geweest. |            |                 |                     |                               |                  |                  |  |
| 313 | 14         | Sick And Evil   | Rob Bailey          | Erik Stiller                  | 30 januari 2019  | 1 februari 2019  |  |
| Wanneer vier bewoners worden doodgestoken in hun huizen, gaat de BAU op zoek naar een paranormaal geobsedeerde seriemoordenaar die handelt vanuit de overtuiging dat er spoken in de woningen bevinden.                                                           |            |                 |                     |                               |                  |                  |  |
| 314 | 15         | Truth or Dare   | Glenn Kershaw       | Erica Meredith                | 6 februari 2019  | 8 februari 2019  |  |
| Rossi maakt zich klaar om te trouwen met Krystall. Maar eerst reist het BAU-team naar Los Angeles om een reeks fatale schietpartijen op klaarlichte dag te onderzoeken.                                                                                           |            |                 |                     |                               |                  |                  |  |